# Seattle Seahawks
Die Seattle Seahawks (englisch für Fischadler; eingetragen als Football Northwest LLC) sind ein US-amerikanisches American-Football-Franchise aus Seattle im Bundesstaat Washington.
Die Seahawks kamen 1976 als Expansion Team neu in die National Football League (NFL), zeitgleich mit den Tampa Bay Buccaneers. Zwecks Chancengleichheit wurden die als schwach eingeschätzten Neulinge im ersten Jahr der jeweils anderen Conference zugeteilt als auf Dauer geplant. Die Seahawks begannen in der NFC West der National Football Conference (NFC) und spielten ab 1977 in der AFC West der American Football Conference (AFC).
Dort qualifizierten sie sich im achten Jahr ihres Bestehens zum ersten Mal für die Play-offs und erreichten sogleich das AFC Championship Game. Zur Ligareform der Saison 2002 wechselten sie zurück in die NFC West, wo sie nach der Saison 2005 zum ersten Mal den Super Bowl erreichten, den sie gegen die Pittsburgh Steelers verloren. In der Saison 2013 zogen die Seahawks zum zweiten Mal in den Super Bowl ein, den sie gegen die Denver Broncos gewannen. Ein Jahr später gelang ihnen erneut der Einzug in den Super Bowl, in dem jedoch die New England Patriots siegreich waren. Die Seattle Seahawks sind das einzige Team der NFL, das sowohl im AFC Championship Game als auch im NFC Championship Game antrat.
Paul Allen kaufte 1997 die Seahawks, die seit 2002 ihre Heimspiele im Lumen Field austragen. Die Fans der Mannschaft werden 12th Man genannt und die Cheerleader Seahawks Dancers. Logo und Uniform werden durch die Farben weiß, blau, grau und grün dominiert. Größere Änderungen an diesen beiden Dingen gab es nach der Gründung in den Jahren 2002 und 2012. Die Seahawks entwickelten sportliche Rivalitäten zu den San Francisco 49ers, Los Angeles/Oakland Raiders und den Denver Broncos.

## Geschichte

### Gründung (1969–1976)
Im Februar 1969 gründete der aus Minneapolis stammende Geschäftsmann Wayne Field die Seattle Sea Lions Management Corp., um ein neues NFL-Franchise in Seattle anzusiedeln. Er konnte den aus der Region stammenden ehemaligen Footballspieler Hugh McElhenny als Investor gewinnen und machte ihn zum Vizepräsidenten und General Manager des geplanten Franchises. Gegen Ende desselben Jahres wurde entschieden, die Sea Lions in Kings umzubenennen, was man für einen passenderen Namen hielten, da das neue Stadion in der Nähe der King Street Station gebaut werden sollte. Doch sie bekamen einen Rivalen. Am 15. Juni 1972 gab die Seattle Professional Football Inc., eine Gruppe von Geschäftsleuten und Lokalpolitikern aus Seattle, bekannt, sich um ein NFL-Team für die Stadt zu bemühen. Hauptpartner des Konsortiums war die Familie Nordstrom, Besitzer der gleichnamigen Warenhauskette. Am 5. Juni 1974 erhielt Seattle von der NFL den Zuschlag für ein neues Team. Nachdem abzusehen war, dass die Kosten für ein neues Team statt der anfänglich veranschlagten 10 Millionen US-Dollar 23 bis 24 Millionen betragen würden, zogen sich die Kings am 29. Oktober 1974 aus den Vergabeverhandlungen zurück. Am 5. Dezember 1974 vergab der Commissioner der NFL, Pete Rozelle, die Besitzrechte an die Seattle Professional Football Inc. mit Lloyd Nordstrom als Hauptbesitzer. Das neue Franchise nahm zur Saison 1976 im Zuge einer Aufstockung der Liga von 26 auf 28 Teams den Spielbetrieb auf. Für die Lizenzrechte zahlte das Konsortium 16 Millionen US-Dollar an die NFL.
Am 5. März 1975 wurde John Thompson, ein ehemaliges Vorstandsmitglied der in Seattle beheimateten University of Washington, als General Manager des immer noch namenlosen Teams verpflichtet. Der Name Seattle Seahawks wurde nach einem öffentlichen Wettbewerb, an dem mehr als 20.000 Menschen mit über 1.700 Vorschlägen teilnahmen, am 17. Juni 1975 festgelegt. Am 4. November 1975 wurden die Spielpläne der Saisons 1976 und 1977 für die ebenfalls neuen Tampa Bay Buccaneers und die Seattle Seahawks beschlossen. Diese sahen vor, dass sie je ein Spiel gegen jedes Team aus ihrer Conference und eines gegeneinander spielen. Nach einer Saison sollten die beiden Mannschaften ihre Conference tauschen und neben dem Spiel gegeneinander gegen jedes Team ihrer neuen Conference spielen. Im Anschluss sollte nach Auswertung der Leistungen und der Fernsehergebnisse über die weitere Situation der beiden Franchises entschieden werden. Thompson verpflichtete am 24. November 1975 Dave Williams als ersten Spieler für die Seahawks. Am 3. Januar 1976 heuerte er Jack Patera, einen Assistenztrainer der Minnesota Vikings und ehemaligen Linebacker, nach einem Auswahlverfahren mit über einem Dutzend Anwärtern als ersten Head Coach der Seahawks an. Fünf Tage später verpflichtete man mit Jim Zorn einen Quarterback. Noch bevor die Seahawks ihr erstes Spiel austrugen, starb Lloyd Nordstrom am 20. Januar 1976 an einem Herzinfarkt. Sein Bruder Elmer Nordstrom übernahm die Rolle des Besitzers. Der Expansion Draft, bei dem die Seahawks die ersten der von den bestehenden Teams freigegebenen 39 Spieler auswählen konnten, fand am 30. und 31. März 1976 statt. Im darauf folgenden NFL Draft 1976 bekamen die Seahawks den zweiten Pick, mit dem sie den Defensive Tackle Steve Niehaus auswählten.

### Die Anfangseuphorie (1976–1979)

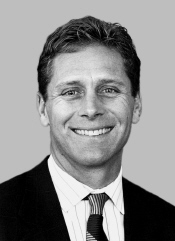
Steve Largent

Vor Saisonbeginn machten die Seahawks einen die Anfangsjahre prägenden Tausch. Für einen Draftpick in der achten Runde des NFL Drafts 1977 erhielten sie von den Houston Oilers mit Wide Receiver Steve Largent ein späteres Mitglied der Pro Football Hall of Fame. Das erste Spiel der Seahawks fand am 1. August 1976 gegen die San Francisco 49ers statt und ging mit 20:27 verloren. Den ersten Sieg verzeichneten die Seahawks im fünften Spiel der Preseason, als sie am 29. August auf eigenem Platz die San Diego Chargers mit 17:16 schlugen. Ihr erstes Spiel in der Regular Season gewannen die Seahawks am 17. Oktober gegen die Buccaneers in Tampa. Drei Wochen später folgte am 7. November der erste Heimsieg mit 30:13 gegen die Atlanta Falcons. Diese beiden Siege waren die einzigen in der ersten Saison, die mit einer Bilanz von zwei Siegen und zwölf Niederlagen endete. Mit Defensive Tackle Niehaus und Quarterback Zorn stellten die Seahawks sowohl den NFC Defensive als auch den NFC Offensive Rookie of the Year. Zudem richteten sie den Pro Bowl im Kingdome aus. Zum ersten Mal in seiner Geschichte war der Pro Bowl ausverkauft.
Zur Saison 1977 wechselten die Seahawks von der NFC West in die AFC West. Seattle startete mit vier Niederlagen, bevor sie gegen die Tampa Bay Buccaneers ihren ersten Sieg mit 30:23 einfuhren. Zwei Wochen später gewannen sie gegen die Buffalo Bills mit 56:17. Die Saison 1977 beendeten die Seahawks mit fünf Siegen und neun Niederlagen, ein damals neuer Rekord für Expansion Teams in ihrem zweiten Jahr.
In der Saison 1978 erzielten die Seahawks mit neun Siegen und sieben Niederlagen erstmals eine positive Bilanz. Höhepunkte der Saison waren die beiden Siege gegen die Oakland Raiders. Es war das erste Mal seit 13 Jahren, dass ein Team Oakland zweimal in einer Saison schlagen konnte. Am Saisonende konnte Fullback David Sims mit 15 Touchdowns die meisten in der Liga vorweisen, Largent wurde der erste Vertreter der Seahawks im Pro Bowl und Head Coach Patera wurde zum Coach of the Year ernannt.
In der Saison 1979 wurden erstmals zwei Spiele der Seahawks im Fernsehen landesweit durch ABC übertragen. Dies geschah im Rahmen der Sendung Monday Night Football. Nachdem die Seahawks vier der ersten fünf Spiele verloren hatten, erholten sie sich bis zum ersten Montagsspiel. Dieses gewannen sie gegen die Atlanta Falcons mit 31:28. In der darauf folgenden Partie verloren sie im heimischen Kingdome gegen die Los Angeles Rams mit 0:24 und hatten dabei einen „Raumgewinn“ von -7 Yards – ein Minusrekord in der Geschichte der NFL. Fünf ihrer letzten sechs Spiele gewannen die Seahawks und schlossen die Saison mit einer Bilanz von neun Siegen bei sieben Niederlagen ab.

### Jahre der Ernüchterung (1980–1982)
Die Saison 1980 der Seahawks begann moderat mit vier Siegen in den ersten sieben Spielen. Darauf folgte eine Niederlagenserie in neun Spielen, die längste in der Geschichte des Franchises. Die Saison endete mit einer Bilanz von vier Siegen und zwölf Niederlagen. Es war die erste Saison der Seahawks, in der sie kein einziges Heimspiel gewannen. Die Seahawks waren das erste Team seit der Fusion der American Football League (AFL) mit der National Football League (NFL), das Safeties in drei aufeinanderfolgenden Spielen zuließ.
Mit einer Niederlage gegen die Cincinnati Bengals begann die Saison 1981, wodurch die Niederlagenserie saisonübergreifend auf zehn Spiele anwuchs. Nach einem 13:10-Sieg gegen den Rivalen aus Denver am zweiten Spieltag endete diese Serie, jedoch verloren die Seahawks wieder die folgenden fünf Spiele. Sie konnten sich im Anschluss wieder fangen und gewannen fünf der letzten neun Spiele, so dass die Saison mit sechs Siegen und zehn Niederlagen endete. Die Saison brachte mit Safety Kenny Easley, der zum AFC Defensive Rookie of the Year gewählt wurde, einen Hoffnungsträger für die Defense hervor.
Die Saison 1982 begann mit zwei Niederlagen, ehe sie aufgrund eines Spielerstreiks für 57 Tage unterbrochen wurde. In dieser Zeit zog das Management Konsequenzen und ersetzte Jack Patera und General Manager John Thompson durch Mike McCormack, der zuvor unter anderem bei den Philadelphia Eagles und den Baltimore Colts als Head Coach tätig war. Die Seahawks erreichten eine Bilanz von vier Siegen bei fünf Niederlagen und McCormack verblieb nach der Saison im Management der Seahawks als Präsident und General Manager.

### Die Chuck-Knox-Ära (1983–1991)

#### Die ersten Play-offs
Mit der Verpflichtung von Chuck Knox, dem langjährigen Head Coach der Los Angeles Rams und Buffalo Bills, zur Saison 1983, kam es zu Veränderungen im Spielsystem und in der Personalbesetzung. Der Mittelpunkt seiner Offense war das Laufspiel um den Rookie-Runningback Curt Warner. Zusammen mit Steve Largent, Quarterback Dave Krieg, der allmählich Jim Zorn ersetzte, sowie der erstarkten Defense um Jacob Green und Kenny Easley, führte er die Seahawks zum ersten Mal in ihrer Geschichte in die Play-offs. In der Wildcard-Runde schlugen sie die Denver Broncos um ihren Rookie-Quarterback John Elway mit 31:7. In der Woche darauf mussten sich die Miami Dolphins den Seahawks mit 20:27 geschlagen geben. Die Saison der Seahawks endete im AFC Championship Game, das sie gegen den späteren Super-Bowl-Sieger, die Los Angeles Raiders, mit 14:30 verloren.
Die Saison 1984 begann damit, dass sich Curt Warner im ersten Spiel gegen die Cleveland Browns schwer verletzte und er die ganze Saison ausfiel und seine weitere Karriere gefährdet war. Durch den Ausfall des Runningbacks änderte Knox sein Spielsystem und legte seinen Schwerpunkt auf das Passspiel, wodurch er den Spitznamen „Air Knox“ (Luft/Flug-Knox) bekam. Chuck Knox führte die Seahawks dank einer guten Defense und einem guten Passspiel um Dave Krieg und Steve Largent mit zwölf Siegen bei vier Niederlagen in die Play-offs. Besondere Aufmerksamkeit erhielt der 45:0-Sieg am zehnten Spieltag gegen die Kansas City Chiefs, als die Seahawks einen NFL-Rekord mit vier zu einem Touchdown zurückgetragenen Interceptions in einem Spiel, davon zwei von Dave Brown, aufstellten. In der Wildcard-Runde gewann Seattle gegen den Titelverteidiger Los Angeles Raiders mit 13:7. Sie kamen in der nächsten Runde aber nicht an den Miami Dolphins mit Dan Marino vorbei und verloren mit 10:31.
1985 verpassten die Seahawks die Play-offs mit einer Bilanz von acht Siegen bei acht Niederlagen. Curt Warner war genesen und die Defense um Green, Easley, Brown und Jeff Bryant ließ weniger Punkte zu. Doch aufgrund schwankender Leistungen und zahlreicher Fehler gewannen die Seahawks nicht mehr Spiele. So erzielte Kicker Norm Johnson nur 14 von 25 Field Goals und Dave Krieg errang in seiner zweiten Saison in den acht Siegen zwar ein Quarterback Rating von 116,4 Punkten, doch in acht Niederlagen kam er nur auf einen Wert von 40,3. Trotz einer besseren Bilanz von zehn Siegen zu sechs Niederlagen konnten sich die Seahawks auch in der Saison 1986 nicht für die Play-offs qualifizieren. Dabei waren sie die einzige Mannschaft, die beide Super-Bowl-Teilnehmer jenes Jahres geschlagen hatte.
Im Jahr 1987 hegte die Fachpresse große Erwartungen an die Seahawks. Im Draft wurde der hoch gehandelte Linebacker Brian Bosworth verpflichtet. Die Mannschaft konnte die Erwartungen jedoch nicht erfüllen. Nachdem die Saison mit einem weiteren Spielerstreik begonnen hatte, schafften die Seahawks mit einer Bilanz von neun Siegen bei sechs Niederlagen den Einzug in die Play-offs als Wildcard-Team. In der Wildcard-Runde verloren sie mit 20:23 nach Verlängerung gegen die Houston Oilers.
In der Saison 1988 gewann das Team mit einer Bilanz von neun Siegen und sieben Niederlagen zum ersten Mal die AFC West. Im ersten Play-off-Spiel verloren die Seahawks jedoch gegen den späteren Super-Bowl-Teilnehmer Cincinnati Bengals mit 13:21. Das Team war in dieser Saison durch die Abgänge von Strong Safety Kenny Easley, Linebacker Fredd Young und Wide Receiver Daryl Turner geschwächt. Mit dem Cornerback Terry Taylor wurde zudem erstmals ein Spieler der Seahawks wegen Dopings gesperrt. Ken Behring kaufte in diesem Jahr das Franchise von den ursprünglichen Besitzern, der Familie Nordstrom, für 88 Millionen US-Dollar. Nach der Saison entließ er den General Manager Mike McCormack und ersetzte ihn durch den ehemaligen Head Coach der Raiders, Tom Flores.

#### Erfolglose Neugestaltung
Vor der Saison 1989 wurde der Kader der Seahawks neu aufgestellt und insgesamt 22 neue Spieler, darunter 14 Rookies, fanden ihren Platz. Die Special Teams der Seahawks galten als besonders gut und auch die Passverteidigung war eine der besten der Liga. Am fünften Spieltag trug James Jefferson einen Kickoff der Kansas City Chiefs über 97 Yards zu einem Touchdown zurück, womit er den bis dahin längsten in einem Punktgewinn endenden Spielzug der Franchisegeschichte erzielte. Die Saison beendeten die Seahawks mit sieben Siegen und neun Niederlagen, womit sie die Play-offs verpassten.
Die Saison 1990 stellte für die Seahawks einen Umbruch dar, denn die Leistungsträger Largent, der seine Karriere beendete, und Warner, der zu den Los Angeles Rams getauscht wurde, verließen die Mannschaft. Diese Schwächung der Offense war ein Grund für das mäßige Abschneiden der Seahawks in dieser Saison. Trotz einer Defense, die die zweitwenigsten Punkte der Liga zuließ, konnten sie viele Spiele nicht gewinnen. Die ersten drei Spiele der Saison gingen alle verloren und die Mannschaft konnte sich erst spät fangen, als sie fünf der letzten sechs Spiele gewann. Die Saison endete mit neun Siegen und sieben Niederlagen, womit die Seahawks die Play-offs knapp verpassten.
Im NFL Draft 1991 wählten die Seahawks in der ersten Runde den Quarterback Dan McGwire aus, der der neue Hoffnungsträger der Seahawks werden sollte. McGwire enttäuschte jedoch und kam in der Saison 1991 zu nur einem Einsatz, bei dem er eine Interception warf und zur Halbzeit ausgewechselt wurde. Die Leistungen der Seahawks in dieser Saison waren sehr inkonsistent. Erst verloren sie drei der ersten vier Spiele, dann gewannen sie wieder vier der nächsten fünf, verloren fünf der letzten sieben Spiele und beendeten die Saison mit sieben Siegen und neun Niederlagen. Aufgrund der schlechten Ergebnisse der letzten Jahre und spielphilosophischer Differenzen zwischen Knox und Behring wurde am 27. Dezember 1991 der Head Coach entlassen.

### Turbulente Jahre (1992–1998)
Am 6. Januar 1992 verkündete Behring, dass er Tom Flores als neuen Head Coach verpflichtet habe. Die Saison 1992 unter Flores wurde die bis dahin schlechteste der Seahawks. Sie hatten keinen guten Quarterback, erzielten mit 140 Punkten einen Durchschnitt von unter zehn Punkten pro Spiel und beendeten die Saison mit einer Bilanz von zwei Siegen bei vierzehn Niederlagen. Gute Leistungen zeigte Defensive Tackle Cortez Kennedy, der in seiner dritten Saison vierzehn Sacks erzielte und zum Defensive Player of the Year (Verteidiger des Jahres) gewählt wurde.

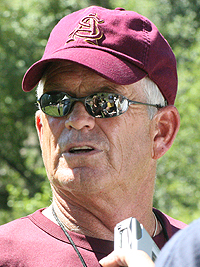
Dennis Erickson, Head Coach der Seahawks von 1995 bis 1998

Mit dem zweiten Pick im Draft versuchten die Seahawks zur Saison 1993 einen Neuanfang auf der Position des Quarterbacks. Sie wählten Rick Mirer von der University of Notre Dame aus. Mirer machte in seinem ersten Jahr Fortschritte und sah nach dem Quarterback der Zukunft aus. Er führte die Seahawks zu sechs Siegen und zehn Niederlagen und wurde zum AFC Rookie of the Year (Bester Neuling der AFC) gewählt. Seine weitere Karriere bei den Seahawks verlief jedoch sehr unbeständig, so dass er mehrere Male ausgewechselt wurde und 1997 für einen Erstrundenpick zu den Chicago Bears getauscht wurde.
Für die Saison 1994 stellten die Seahawks das jüngste Team der Liga. Die Saison begann für die Seahawks erfolgreich, als sie von den ersten vier Spielen drei gewinnen konnten. Es folgte jedoch eine Niederlagenserie von sechs Spielen, ehe sie mit sechs Siegen und zehn Niederlagen die Saison beendeten und die Play-offs verpassten. Geprägt wurde die Saison insbesondere durch Verletzungen, die vor allem die Secondary der Seahawks betrafen. Trauriger Höhepunkt war ein Autounfall, bei dem sich drei Spieler der Seahawks verletzten und Defensive Tackle Michael Frier sogar eine Querschnittlähmung davontrug. Nach der enttäuschenden Saison wurde Tom Flores von Dennis Erickson, dem Head Coach der University of Miami, ersetzt.
Die Saison 1995 begann für die Seahawks erfreulich, als mit Steve Largent der erste Spieler, der ausschließlich für die Seahawks gespielt hatte, in die Pro Football Hall of Fame aufgenommen wurde. Sportlich lief es anfangs schlechter, als die Seahawks in der ersten Saisonhälfte nur zwei Spiele gewannen. In den letzten acht Spielen erzielten sie jedoch sechs Siege und beendeten die Saison mit acht Siegen und acht Niederlagen. Der in der ersten Runde gedraftete Wide Receiver Joey Galloway konnte dabei besonders hervorstechen, indem er mehrere Rookie-Rekorde der Seahawks und ligaweite Saisonbestwerte aufstellte.

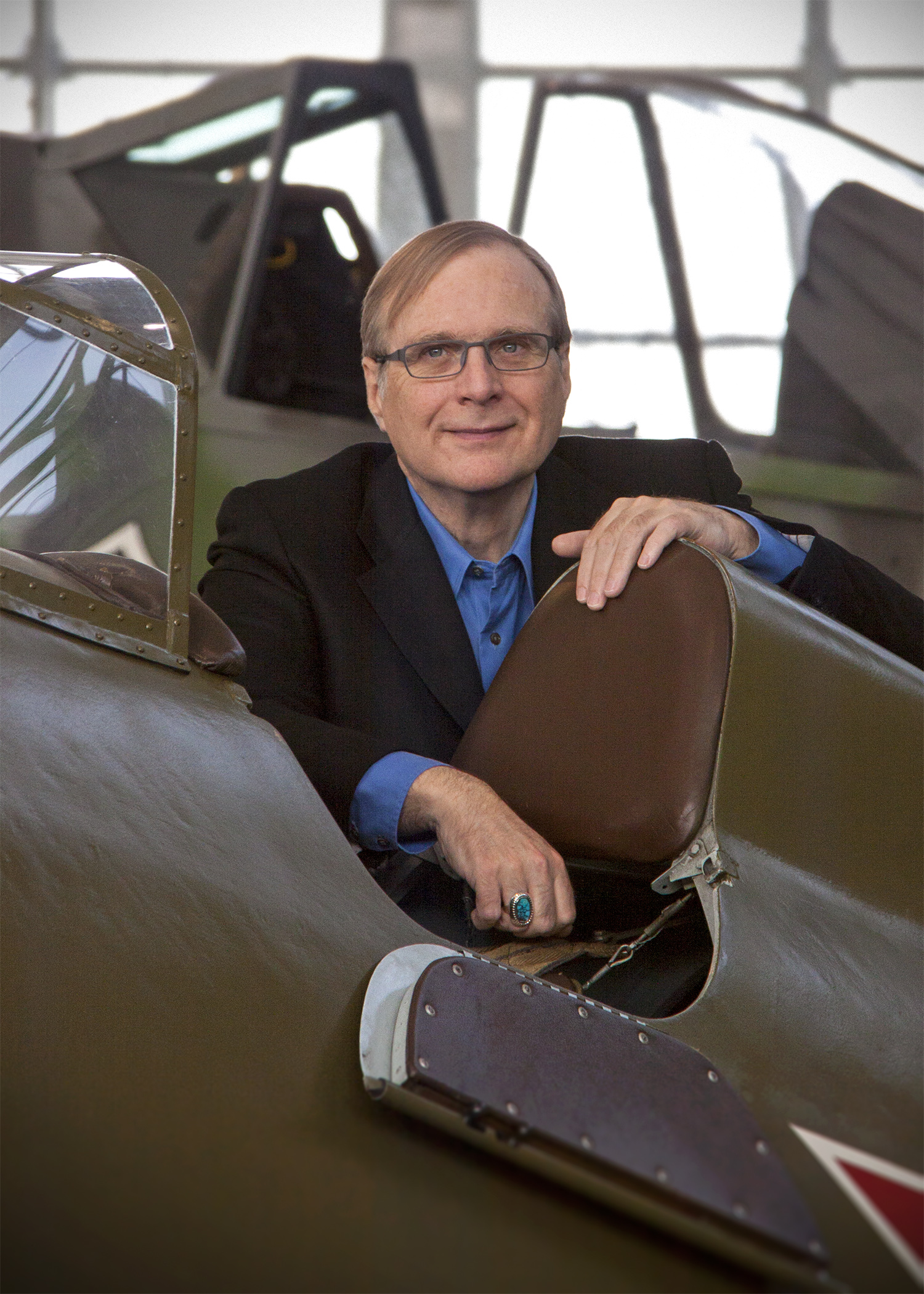
Paul Allen, Besitzer der Seahawks 1997–2018

Im Januar 1996 verkündete Ken Behring seine Absicht, die Seahawks nach Los Angeles, das gerade seine beiden Teams – die Raiders und die Rams – verloren hatte, umziehen zu lassen. Dort sollten die Seahawks im Anaheim Stadium ab der Saison 1996 spielen. Behring gab als Grund Sicherheitsbedenken im Kingdome im Falle eines Erdbebens an, um den Vertrag mit dem King County, den Besitzern des Kingdomes, der bis ins Jahr 2005 reichte, aufzulösen. Dies war rechtlich jedoch nicht möglich. Trotzdem verlegte Behring die Büros der Seahawks im Frühjahr 1996 nach Anaheim.
Behring entschied sich daraufhin, die Seahawks an Paul Allen, einen der Gründer von Microsoft, zu verkaufen. Allen knüpfte seine Zusage an die Forderung, dass den Seahawks ein neues Stadion zur Verfügung gestellt wird. Ein spezielles Referendum fand eine Mehrheit und so war der Erhalt der Seahawks für die Region Seattle gewährleistet. Sportlich lief es für die Seahawks mäßig. Die Saison begann mit drei Niederlagen, alle gegen Divisiongegner. Zwischenzeitlich konnten sie eine Bilanz von fünf Siegen bei fünf Niederlagen vorweisen, verloren jedoch vier der letzten sechs Spiele und verpassten so die Play-offs.
Die Saison 1997 begann mit einem Quarterbackwechsel, nachdem Mirer getauscht und für ihn der erfahrene Warren Moon verpflichtet wurde. Als Ersatzquarterback wurde der ungedraftete Free Agent Jon Kitna verpflichtet. In der Offensive Line konnten sich die Seahawks mit dem Erstrundenpick des Draftes, dem späteren Mitglied der Hall of Fame, Walter Jones, verstärken. Die Seahawks erzielten in den ersten zehn Spielen sechs Siege, ehe sie nach einer Niederlagenserie von vier Spielen ihre Play-off-Chancen verspielten. Die Mannschaft gewann die letzten beiden Spiele und beendete so die Saison mit acht Siegen und acht Niederlagen.
Vor Beginn der Saison 1998 stellte Allen dem Head Coach Dennis Erickson das Ultimatum, dass er die Play-offs erreichen müsse oder entlassen werde. Die Saison begann mit drei Siegen, ehe der Erfolg nachließ und die Mannschaft die Saison erneut mit acht Siegen und acht Niederlagen beendete. Erickson wurde daraufhin entlassen und durch Mike Holmgren, der zuvor die Green Bay Packers erfolgreich trainierte, ersetzt.

### Wiedererstarkung unter Mike Holmgren (1999–2007)

#### Zurück in den Play-offs

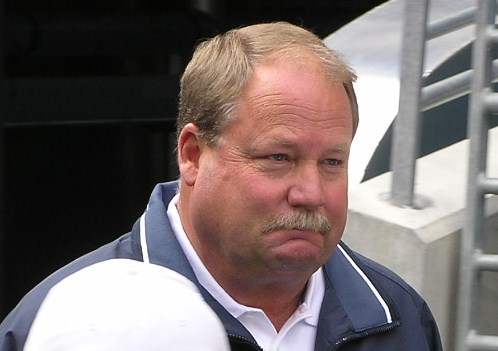
Mike Holmgren (2004)

Unter Holmgren, welcher gleichzeitig die Rolle des Head Coaches und des General Managers ausfüllte, starteten die Seahawks gut in ihre erste gemeinsame Saison. Sie gewannen acht ihrer ersten zehn Spiele, danach jedoch nur noch eines der letzten sechs. Trotzdem gewannen sie mit einer Bilanz von neun Siegen bei sieben Niederlagen die AFC West und zogen zum ersten Mal seit 1988 in die Play-offs ein. Das Play-off-Spiel verloren die Seahawks gegen die Miami Dolphins mit 17:20.
In der Saison 2000 wurde Joey Galloway, welcher fast die gesamte vorangegangene Saison gefehlt hatte, für Erstrundenpicks bei den Drafts 2000 und 2001 an die Dallas Cowboys abgegeben. Mit dem Pick im NFL Draft 2000 holten die Seahawks Runningback Shaun Alexander von der University of Alabama. Er setzte sich in seiner ersten Saison jedoch noch nicht durch und war hinter Ricky Watters nur Backup. Aufgrund anhaltender Probleme mit dem Salary Cap mussten die Seahawks vor Saisonbeginn neun Starter der Vorsaison entlassen. Sportlich lief es ebenfalls nicht gut, da die Seahawks sieben der ersten neun Spiele verloren. Sie konnten sich zwar noch gegen Saisonende verbessern und insgesamt eine Bilanz von sechs Siegen und zehn Niederlagen vorweisen, verpassten jedoch die Play-offs.
Zur Saison 2001 wurde der Quarterback Matt Hasselbeck von Holmgrens alten Team, den Green Bay Packers, verpflichtet. Den ehemaligen Super-Bowl-Sieger Trent Dilfer holten die Seahawks als Ersatz für den noch unerfahrenen Hasselbeck nach Seattle. Alexander konnte sich nach einer Verletzung Watters als Starter auf der Position des Runningbacks durchsetzen. Am neunten Spieltag erlief er gegen die Oakland Raiders insgesamt 266 Yards, darunter ein 88-Yards-Lauf, beides Franchiserekorde. Sportlich verbesserten sich die Seahawks im Vergleich zur Vorsaison. Sie konnten neun der sechzehn Spiele gewinnen und verpassten dennoch die Play-offs.

#### Jahre der großen Veränderungen

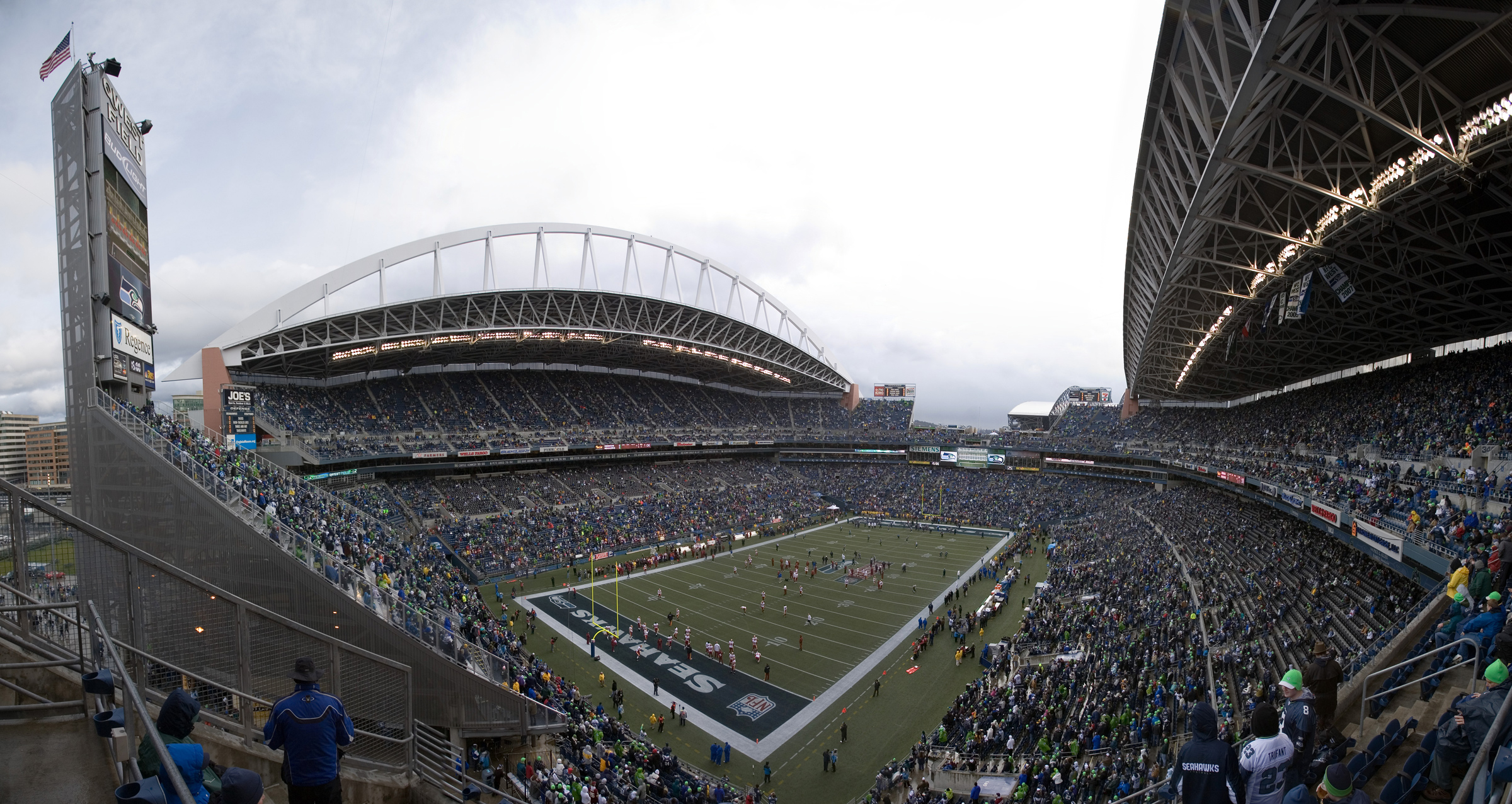
Lumen Field – Heimstätte seit 2002

Im Jahr 2002 zogen die mit verändertem Logo, frischen Farben und neuen Trikots ausgestatteten Seahawks in ihr neues Seahawks Stadium (später CenturyLink Field). Zugleich zogen sie im Rahmen der Umstrukturierung der NFL in eine andere Conference und Division. Die Seahawks waren nun zusammen mit den St. Louis Rams, den San Francisco 49ers und den Arizona Cardinals Bestandteil der NFC West. Holmgren ernannte Dilfer in dieser Saison zum Starting-Quarterback. Unter ihm konnten die Seahawks nur eins der ersten sechs Spiele gewinnen. Nachdem sich Dilfer im siebten Spiel verletzt hatte, wurde Hasselbeck zum Starter. Er warf über 3.000 Yards und gewann sechs der letzten zehn Spiele. Mit einer Bilanz von sieben Siegen und neun Niederlagen verpassten die Seahawks die Play-offs.
Vor der Saison 2003 legte Holmgren unter dem Druck der Medien sein Amt als General Manager nieder, um sich voll auf sein Traineramt zu konzentrieren. Die Seahawks schafften es, alle acht Spiele im heimischen Stadion zu gewinnen und mit zehn Siegen und sechs Niederlagen in die Play-offs einzuziehen. Sie trafen auf die Green Bay Packers und hatten Chancen, das Spiel in der regulären Spielzeit zu gewinnen. So ließ beispielsweise Wide Receiver Koren Robinson einen Touchdownpass von Hasselbeck in der Endzone fallen. Das Spiel ging in die Verlängerung, wo sich Matt Hasselbeck bei der Platzwahl zu dem Kommentar, der über die nicht abgeschalteten Schiedsrichter-Mikrofone durchs ganze Stadion schallte, hinreißen ließ: „We want the ball, and we’re going to score“ (Wir wollen den Ball, und wir werden punkten). Ein paar Minuten später warf Hasselbeck eine Interception zu Al Harris, einem Cornerback der Packers, der den Ball zu einem Touchdown zurücktrug und damit die Saison der Seahawks beendete.

#### Titelaspiranten
Die Erwartungen von Medien und Fans waren 2004 sehr hoch. Nicht wenige wie zum Beispiel die Sports Illustrated prognostizierten der Mannschaft eine Super-Bowl-Teilnahme. Die Seahawks gewannen die ersten drei Spiele, bevor sie im Heimspiel gegen den Divisionsrivalen St. Louis Rams ein schon sicher geglaubtes Spiel, in dem sie gegen Ende des letzten Viertels 27:10 führten, noch aus der Hand gaben und am Ende mit 33:27 nach Verlängerung verloren. Die Seahawks erholten sich nur schwer von dieser Niederlage und verloren sechs ihrer restlichen zwölf Spiele, darunter das Rückspiel gegen St. Louis. Die Bilanz von neun Siegen bei sieben Niederlagen reichte für den Divisionstitel, und so zogen sie zum zweiten Mal hintereinander in die Play-offs ein. Die Freude über den Einzug in die Play-offs wurde durch Shaun Alexander getrübt, der sich über Mike Holmgrens Entscheidung, ihn in der zweiten Halbzeit des letzten Spiels gegen die Atlanta Falcons für die Play-offs zu schonen, öffentlich empörte. Alexander verpasste dadurch den NFL-Rushing-Titel (Spieler mit den meisten gelaufenen Yards in einer Saison) um ein Yard und musste Curtis Martin von den New York Jets den Vortritt lassen. In den Play-offs trafen die Seahawks erneut auf die St. Louis Rams. Auch dieses Mal behielten diese mit 27:20 die Oberhand. Somit wurden die Seahawks zum elften Team in der NFL-Geschichte, das in einer Saison dreimal gegen den gleichen Gegner verlor.

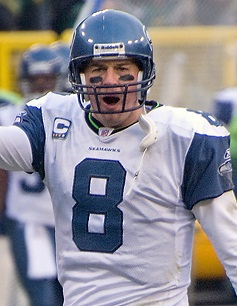
Matt Hasselbeck, Quarterback der Seahawks von 2001 bis 2010

Nach der Saison 2004 wurde General Manager Bob Whitsitt wegen Unstimmigkeiten mit Head Coach Mike Holmgren seines Amtes enthoben und durch Tim Ruskell ersetzt. Ruskell konnte die Verträge der drei Leistungsträger Alexander, Hasselbeck und Jones verlängern und verpflichtete fast die Hälfte des 53-Mann-Kaders neu und legte so den Grundstein für die bis dahin beste Saison der Seahawks. Seattle startete mit zwei Siegen und zwei Niederlagen in die Saison, verlor dann aber kein einziges Spiel mehr, bis sie am letzten Spieltag den Packers unterlagen. Shaun Alexander stellte einen neuen Rekord für Touchdowns in einer Saison auf und wurde zum Most Valuable Player (MVP, wertvollster Spieler) der Saison 2005 gewählt. Die linke Seite der Offensive Line mit Walter Jones und Steve Hutchinson galt als eine der besten der NFL und hatte einen erheblichen Anteil an Alexanders Rekorden und Auszeichnungen. Mit einer Bilanz von dreizehn Siegen bei drei Niederlagen sicherte sich Seattle als beste Mannschaft der NFC den Heimvorteil für die gesamten NFC-Play-offs. Gegen die Washington Redskins gewannen sie das erste Play-off-Spiel seit 21 Jahren, und mit dem Sieg über die Carolina Panthers im NFC Championship Game zogen sie zum ersten Mal in den Super Bowl ein. Im Super Bowl XL trafen die Seahawks auf die Pittsburgh Steelers um ihren jungen Quarterback Ben Roethlisberger und Runningback Jerome Bettis. Die Seahawks konnten zwar mehr Raumgewinn als die Steelers erzielen, aber sie schafften es nicht, ihre Überlegenheit in genügend Punkte umzusetzen. Entweder wurden sie von den Schiedsrichtern zurückgepfiffen oder sie machten Fehler in entscheidenden Situationen. Die Steelers dagegen konnten mit Hilfe dreier Big Plays das Spiel mit 21:10 für sich entscheiden.
2006 tauschten die Seahawks Guard Steve Hutchinson an die Minnesota Vikings und bekamen von diesen Wide Receiver Nate Burleson. Weitere wichtige Neuzugänge waren Linebacker Julian Peterson und der ehemalige Super Bowl MVP Deion Branch, den Seattle am Anfang der Saison von den New England Patriots verpflichtete. Shaun Alexander verletzte sich im ersten Spiel gegen die Detroit Lions, spielte aber noch drei Spiele, bis ihm ein gebrochener Fuß diagnostiziert wurde und er den Großteil der Saison aussetzen musste. Auch Matt Hasselbeck fehlte mit diversen Verletzungen vier Spiele. Die Seahawks retteten sich knapp mit einer Bilanz von neun Siegen zu sieben Niederlagen in die Play-offs und gewannen ihren dritten Divisionstitel in Folge. Im ersten Spiel der Play-offs schlugen sie die Dallas Cowboys mit 21:20. In der nächsten Runde war gegen die Chicago Bears Schluss, gegen die sie in der Verlängerung verloren.
In der Saison 2007 setzten sich die Seahawks trotz eines erneut hinter den Erwartungen zurückbleibenden Shaun Alexanders wieder in der Division mit zehn Siegen und sechs Niederlagen durch, sodass sie im ersten Play-off-Spiel gegen die Washington Redskins Heimrecht hatten. Die Redskins wurden im Qwest Field mit 35:14 besiegt. Das Divisional Play-off-Spiel fand in Green Bays Lambeau Field statt. Dieses endete trotz einer zwischenzeitlichen 14:0-Führung mit einer 20:42-Niederlage für die Seahawks. Wenige Tage nach dem Aus in den Play-offs gab Mike Holmgren bekannt, dass er nach der Saison 2008 zurücktreten und sein Assistent Jim L. Mora voraussichtlich seine Nachfolge antreten werde.

### Rückkehr in die Erfolglosigkeit (2008–2009)
Nachdem Shaun Alexander in der Preseason entlassen wurde, lag das Hauptaugenmerk in der Free Agency auf einer Verbesserung des Laufspiels. Größte Probleme der Seahawks in der Vorsaison waren das Laufspiel und die Offensive Line. Verpflichtet wurden die Runningbacks Julius Jones von den Dallas Cowboys sowie T. J. Duckett von den Detroit Lions, Guard Mike Wahle von den Carolina Panthers sowie Kicker Orlindo Mare und Linebacker D. D. Lewis. Kicker Josh Brown, der zu den besten Kickern gehörte, wechselte zum Divisionsrivalen nach St. Louis. Die Saison war von Verletzungen geprägt. Nachdem sich mit Deon Branch, Nate Burleson und Bobby Engram alle drei Wide Receiver verletzten, für Burleson war die Saison gar beendet, fand Quarterback Hasselbeck keine eingespielte Offense vor. Hinzu kam, dass er selbst permanent Rückenbeschwerden hatte und mehrere Spiele aussetzen musste. Zudem musste auch Defensive End Patrick Kerney die Saison vorzeitig beenden. Einzig Tight End John Carlson, der 2008 von der University of Notre Dame gedraftet wurde, erwies sich als Lichtblick. In seiner ersten Saison konnte er bis zum zwölften Spieltag fast 400 Yards und drei Touchdowns durch Pässe erzielen. Dennoch beendeten die Seahawks die Saison mit einer Bilanz von vier Siegen bei zwölf Niederlagen.
Als Holmgrens Nachfolger wurde Jim L. Mora ausgewählt, welcher vorher als Assistant Head Coach und Defensive Backs Coach Holmgren assistiert hatte. Die Saison begann positiv, als die St. Louis Rams überzeugend mit 28:0 geschlagen werden konnten. Doch der Rest der Saison war vor allem von schwachen Spielen bei Auswärtsauftritten geprägt. Mit fünf Siegen und sieben Niederlagen ging es in die letzten vier Saisonspiele, welche allesamt verloren wurden und Mora letztendlich seine Anstellung kostete.

### Umbruch unter Pete Carroll (2010–2024)

#### Neuausrichtung

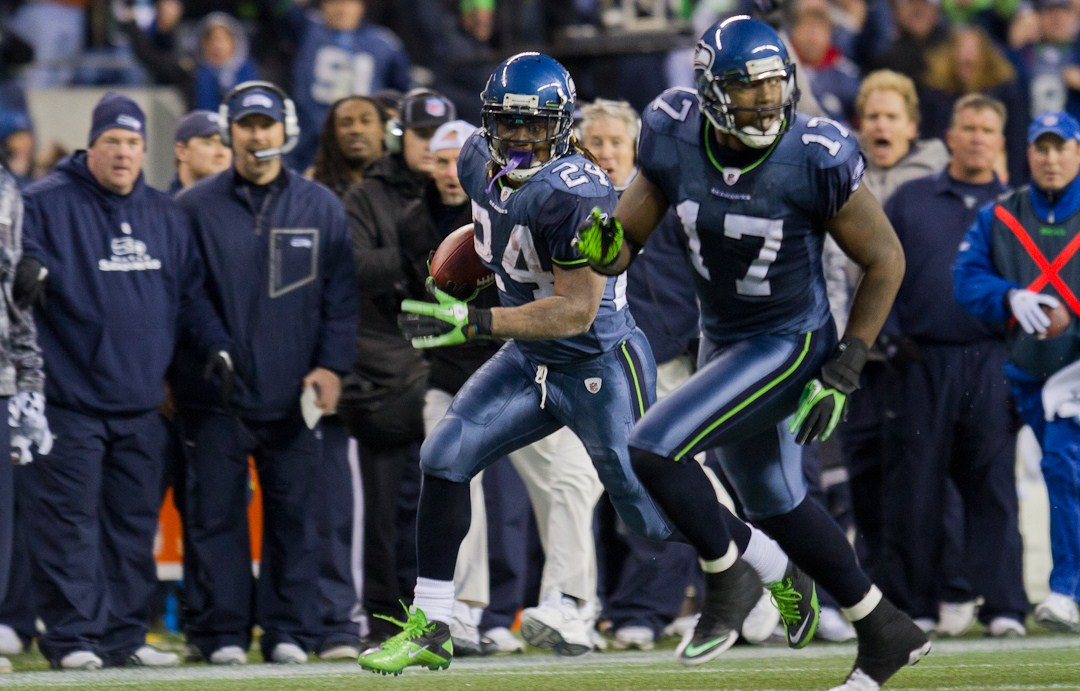
Marshawn Lynch und Mike Williams beim als „Beast Quake“ getauften Spielzug gegen die New Orleans Saints

Neuer Head Coach wurde Pete Carroll, der von der University of Southern California (USC) nach Seattle wechselte. Er galt als erfolgreicher und charismatischer Trainer im College Football, dessen Methoden sich nicht auf die NFL übertragen ließen. Gemeinsam mit dem ebenfalls neu eingestellten General Manager John Schneider übernahm er ein Team, das schlecht zusammengestellt war. In ihrem ersten Jahr bei den Seahawks vollführten Carroll und Schneider bei dem Versuch die Mannschaft umzukrempeln insgesamt 284 Transfers.
Die vier Teams der NFC West waren in dieser Saison allesamt schwach, und so qualifizierten sich die Seahawks als erstes Team in der Geschichte der NFL mit einer negativen Bilanz von sieben Siegen bei neun Niederlagen als Tabellenführer ihrer Division für die Play-offs. Im Wildcard-Spiel trafen sie auf die amtierenden Super-Bowl-Sieger New Orleans Saints, welche unerwartet mit 41:36 geschlagen wurden. Der spielentscheidende 67-Yards-Touchdown von Marshawn Lynch, welcher in dieser Saison von den Buffalo Bills zu den Seahawks getauscht wurde, gilt als einer der spektakulärsten Läufe in der Geschichte der Play-offs und wurde später „Beast Quake“ getauft. In den Divisional Play-offs verloren die Seahawks gegen die Chicago Bears mit 35:24.
In Carrolls zweitem Jahr wurde der Umbau fortgeführt, als der langjährige Quarterback Matt Hasselbeck, der in seiner Karriere bei den Seahawks viele Franchiserekorde aufgestellt und das Team 2005 in den Super Bowl geführt hatte, abgegeben wurde. Für ihn wurde Tarvaris Jackson zusammen mit dem Wide Receiver Sidney Rice von den Minnesota Vikings verpflichtet.
Wie in der Vorsaison erreichten die Seahawks eine Bilanz von sieben Siegen zu neun Niederlagen in der Regular Season, was nicht zur Teilnahme an den Play-offs reichte.

#### Aufschwung und Krönung
Auf der Suche nach Verstärkung auf der Quarterback-Position wurde vor der Saison 2012 Matt Flynn von den Green Bay Packers verpflichtet. Außerdem wurde mit Russell Wilson ein Quarterback gedraftet, der sich letztlich durch starke Leistungen in der Preseason den Startplatz erkämpfte. Nach anfänglichen Schwierigkeiten steigerte er sich im Laufe der Saison und führte ein junges Team, das von einer starken Defense profitierte, per Wildcard in die Play-offs. Dort besiegte Seattle die Washington Redskins und errang somit den ersten Auswärtssieg in den Play-offs seit 1983. Im anschließenden Spiel schieden die Seahawks gegen die Atlanta Falcons aus. In diesem Spiel brach Rookie-Quarterback Wilson mit 385 Yards den Rekord (335 Yards) von Sammy Baugh aus dem Jahr 1937 für die meisten Passing Yards eines Rookies in einem Postseason-Spiel. Als erstem Team gelang es Seattle außerdem, nicht nur einen (mindestens) 20-Punkte-Rückstand im letzten Viertel aufzuholen, sondern auch in Führung zu gehen.

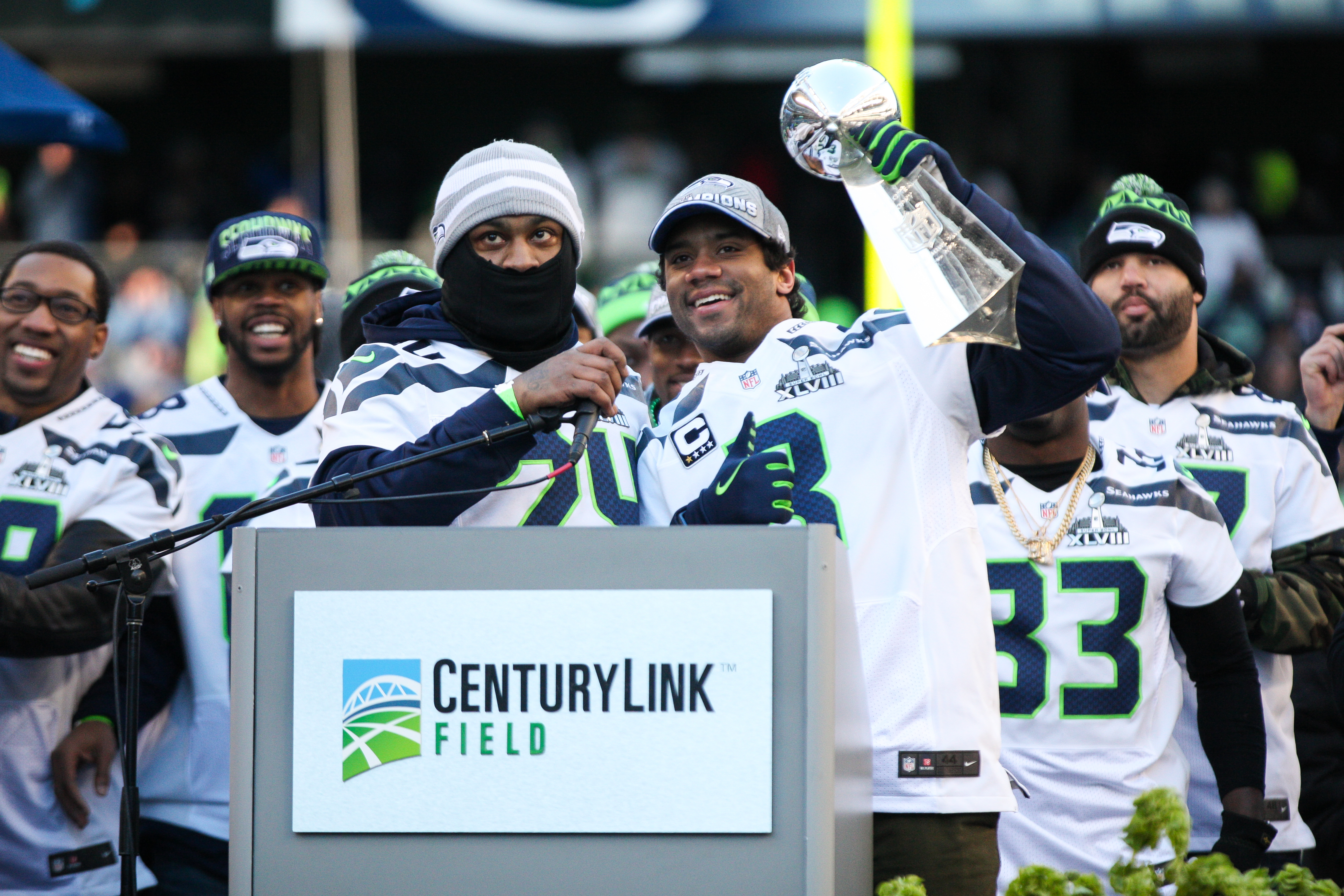
Russell Wilson, Marshawn Lynch mit der Lombardi Trophy

In Carrolls und Schneiders viertem Jahr bei den Seahawks wurde das Team in der Defense beim Pass Rush mit Cliff Avril und Michael Bennett verstärkt. Getragen von einer guten Defense, inklusive der als Legion of Boom getauften Passverteidigung, wurde die NFC West vor der Konkurrenz aus San Francisco mit einer Bilanz von dreizehn Siegen und drei Niederlagen gewonnen und der Heimvorteil in den Play-offs der NFC errungen. In den Divisional Play-offs besiegten die Seahawks die New Orleans Saints mit 23:15. Im NFC Championship Game kam es zum erneuten Aufeinandertreffen mit dem Rivalen aus der Division, den San Francisco 49ers. Durch Touchdowns von Lynch und Jermaine Kearse, drei erzielten Field Goals von Steven Hauschka und einer Interception in der eigenen Endzone kurz vor Schluss von Malcolm Smith wurde das Spiel mit 23:17 gewonnen. Somit zogen die Seahawks zum zweiten Mal in den Super Bowl ein. Am 2. Februar 2014 spielten die Seahawks im Super Bowl XLVIII gegen die Denver Broncos, wodurch es zum Aufeinandertreffen zwischen der besten Defense der NFL und der von Quarterback Peyton Manning angeführten besten Offense kam. Das Spiel endete mit dem überraschend deutlichem 43:8-Sieg. Damit stand die erste Meisterschaft in der Franchisegeschichte der Seattle Seahawks fest.
Der Saisonstart der Saison 2014 verlief mit drei Siegen und drei Niederlagen in den ersten sechs Spielen durchwachsen. Doch das Team steigerte sich und konnte mit neun Siegen aus den letzten zehn Spielen die Arizona Cardinals, auch auf Grund zweier Siege in den direkten Duellen, noch von der Spitze der NFC West verdrängen. Mit zwölf Siegen bei vier Niederlagen sicherte sich Seattle, als an Position eins gesetztes Team, wiederum den Heimvorteil in den Play-offs. In der Divisional Round gelang ein 31:17-Sieg gegen die Carolina Panthers. Das NFC Championship Game gegen die Green Bay Packers wurde in der Overtime mit 28:22 gewonnen, obwohl die Seahawks drei Minuten vor Schluss mit 19:7 in Rückstand lagen. Somit qualifizierten sich die Seahawks zum dritten Mal in ihrer Geschichte für den Super Bowl (XLIX). Die Titelverteidigung scheiterte jedoch auf Grund der 24:28-Niederlage gegen die New England Patriots.

#### Nach den Super Bowls
Die Saison 2015 begann für die Seahawks erneut durchwachsen, da sie nur vier der ersten neun Spiele gewinnen konnten. Besonders auffällig war, dass die Seahawks bei den ersten vier Niederlagen zu Beginn des vierten Viertels immer in Führung lagen und erst danach das Spiel aus der Hand gaben. Nachdem sie jedoch fünf Spiele in Folge gewannen, konnten sie sich in Woche 15 zum vierten Mal in Folge für die Play-offs qualifizieren. In den Wildcards trafen sie auf die Minnesota Vikings. Bei -21 °C, dem drittkältesten Spiel in der NFL-Geschichte, gerieten die Seahawks anfangs in 0:9-Rückstand, konnten aber nach einem Touchdown und einem Field Goal mit 10:9 die Führung übernehmen. Die Vikings vergaben ihrerseits 26 Sekunden vor Schluss ein Field Goal zum möglichen erneuten Führungswechsel, wodurch die Seahawks das Spiel gewannen. In den Divisional Play-offs warteten die Carolina Panthers. Nachdem sie zur Halbzeit mit 0:31 in Rückstand geraten waren, konnten die Seahawks noch auf 24:31 verkürzen, verloren aber schließlich das Spiel.
Die Saison 2016 begann mit vier Siegen und einer Niederlage, ehe die Seahawks am siebten Spieltag mit 6:6 gegen die Arizona Cardinals das erste Unentschieden der Franchisegeschichte erzielten. Die Seahawks beendeten die Regular Season mit zehn Siegen, fünf Niederlagen und einem Unentschieden, was für den Divisionssieg reichte. Geprägt war die Saison durch ein inkonsistentes Laufspiel. Nach dem Rücktritt Lynchs vor Saisonbeginn setzte Carroll 18 verschiedene Läufer ein. In den Play-offs trafen die Seahawks auf die Detroit Lions, welche sie mit 26:6 besiegten. Runningback Thomas Rawls erlief 161 Yards, womit er einen Postseason-Franchise-Rekord aufstellte. Die Play-offs endeten für die Seahawks jedoch erneut in der Divisional Round, als sie mit 20:36 gegen die Atlanta Falcons verloren.
In der Saison 2017 waren die Seahawks vor große Probleme gestellt. Die Defense war durch viele Verletzungen geschwächt und auch das Laufspiel in der Offense war schlecht. Russel Wilson wurde erst der fünfte Quarterback seit 1970, der sein Team in erlaufenen Yards anführte. Auch ein mit Blair Walsh inkonsistenter Kicker, der nach einem guten Start in der zweiten Saisonhälfte mehrere Siege verschenkte, schwächten die Seahawks. Letztlich konnten die Seahawks neun Siege und sieben Niederlagen erzielen und verpassten damit erstmals seit 2011 die Playoffs.
Die Saison 2018 begann mit einer personellen Umstrukturierung, da den Seahawks die Leistungsträger Kam Chancellor, Richard Sherman, Michael Bennett, Cliff Avril und Jimmy Graham aufgrund von Entlassung, Transfer oder Verletzung nicht mehr zur Verfügung standen. Auch Earl Thomas fiel in der Mitte der Saison noch aus. Die Seahawks begannen die Saison mit zwei Niederlagen, konnten sich jedoch fangen und schlossen die Saison mit zehn Siegen und sechs Niederlagen ab, womit sie sich einen Wildcard-Platz für die Play-offs sicherten. Mit Chris Carson konnten die Seahawks erstmals seit 2014 wieder einen Runningback mit mehr als 1.000 erlaufenen Yards vorweisen. Insgesamt stellten sie die beste Laufoffense der Liga. Weitere neue Leistungsträger waren die Defensive Linemen Frank Clark und Jarran Reed, welche gemeinsam 24,5 Sacks erzielten, und Rookie-Punter Michael Dickson, der in den Pro Bowl gewählt wurde. Mitte der Saison verstarb Besitzer Paul Allen. Seine Rolle übernahm die Nachlassvertreterin, Allens Schwester Judy. In den Play-offs verloren die Seahawks jedoch bereits im ersten Spiel mit 22:24 gegen die Dallas Cowboys.
2019 konnten sich die Seahawks auf elf Saisonsiege verbessern und sich als Wildcard für die Play-offs qualifizieren. Dort schieden sie jedoch in der Divisionalround gegen die Green Bay Packers aus. Pete Carroll erzielte am 15. Spieltag zudem den Meilenstein als erster Head Coach mit den Seahawks 100 Spiele zu gewinnen.
Nach der Saison 2023 trennten sich die Seahawks einvernehmlich von Caroll als Head Coach, erhielten ihn der Organisation jedoch als Berater. Er konnte in seinen 14 Saisons eine 137-89-1-Bilanz vorweisen.

## Infrastruktur

### Stadion

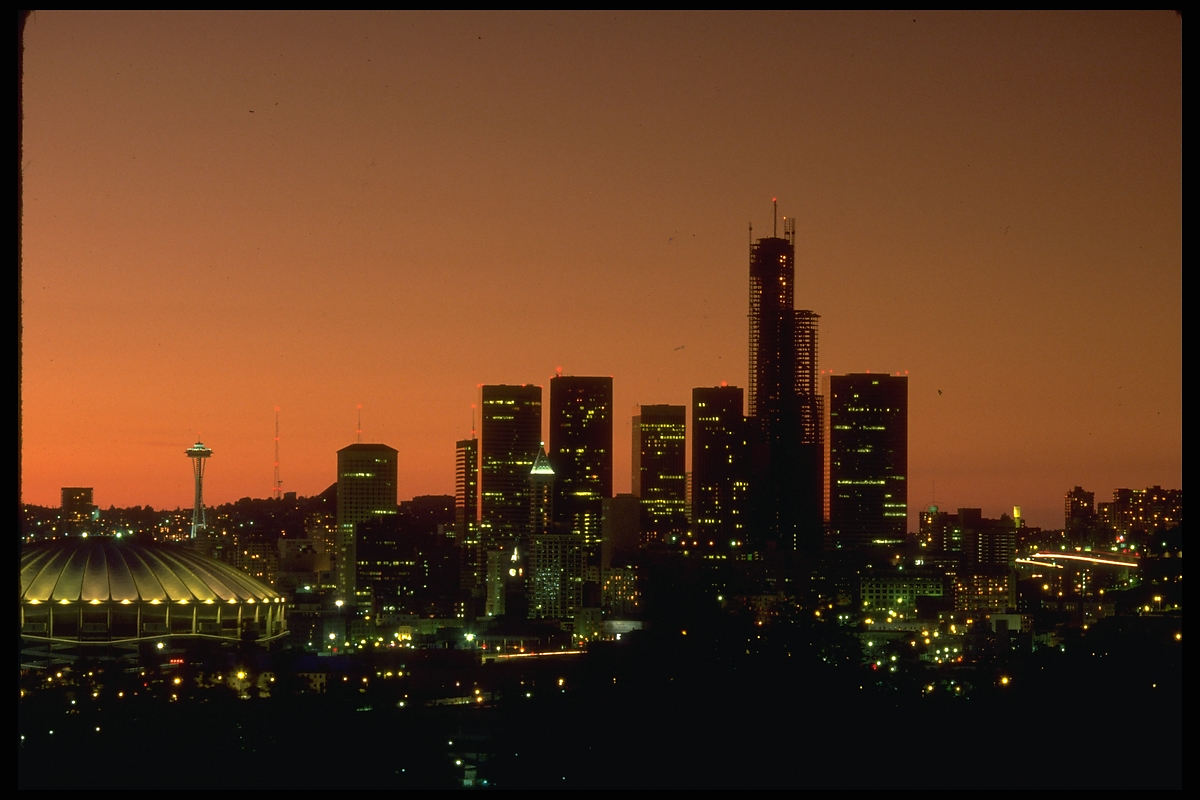
Kingdome in der Skyline von Seattle

Zwischen 1976 und 1999 war der neu errichtete Kingdome das Stadion der Seahawks. In der Saison 1994 mussten wegen herunterfallender Dachteile zwei Preseason-Spiele und die ersten drei Heimspiele der Regular Season im Husky Stadium der University of Washington austragen werden. Für die Spielzeiten 2000 und 2001 mussten die Seahawks erneut ins Husky Stadium umziehen, da der Kingdome abgerissen wurde und an seiner Stelle das neue Seahawks Stadium gebaut wurde. Nachdem Qwest die Namensrechte erworben hatte, wurde die Umbenennung in Qwest Field am 2. Juni 2004 bekanntgegeben. Nach der Übernahme von Qwest durch CenturyLink, wurde im Juni 2011 das Stadion in CenturyLink Field umbenannt. Das CenturyLink Field wurde für 360 Millionen US-Dollar gebaut und hat einen Wert von 227 Millionen US-Dollar. Nachdem CenturyLink seinen Namen im September 2020 zu Lumen Technologies geändert hatte, erhielt auch das Stadion während der Saison 2020 den neuen Namen Lumen Field. Die Kapazität des Lumen Field beträgt 67.000 Zuschauer und nimmt damit 1.000 Zuschauer mehr auf als der Kingdome. Gespielt wurde in allen drei Stadien auf Kunstrasen. Das Grundstück, auf dem die Stadien Kingdome und Lumen Field gebaut wurden, liegt im Zentrum der Stadt Seattle.

### Sitz und Trainingsgelände
In den ersten zehn Saisons der Seahawks war der Sitz des Franchises am Ufer des Lake Washington. Das Training wurde auf dem Gelände der Eastern Washington University im 345 km östlich von Seattle gelegenen Cheney abgehalten. Mit der Eröffnung des neuen Hauptquartiers im 8 km nordwestlich von Seattle gelegenen Kirkland 1986, hielten die Seahawks die folgenden elf Saisons ihre Trainings ebenda ab. Seit der dritten Saison von Dennis Erickson als Head Coach, hielten die Seahawks ihr Training wieder im heißeren und isolierteren Cheney ab. 2007 kehrten sie nach Kirkland zurück. Im folgenden Jahr zogen sie in der letzten Woche der Off-Season in das neue 77.000 m² große Trainingsgelände des Virginia Mason Athletic Center. Mit dem Umzug ins neue Hauptquartier, welches im knapp 20 km südlich von Seattle gelegenen Renton liegt, bezogen die Seahawks vier neue Trainingsfelder: drei im Freien gelegene Trainingsfelder mit Naturrasen und ein in einer Halle liegendes Feld mit Kunstrasen.

## Logo und Uniform

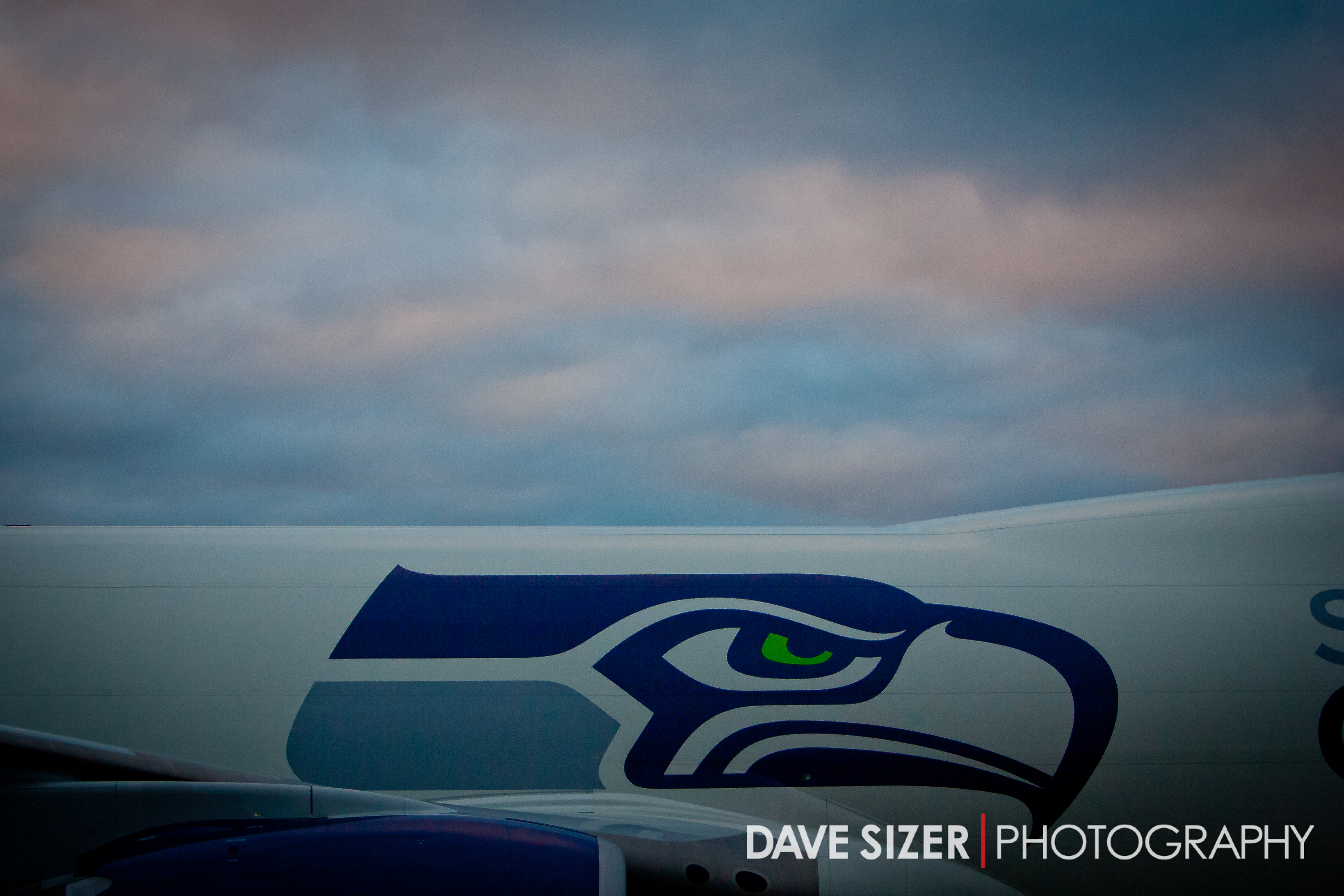
Aktuelles Logo

Bei der Gründung der Seahawks war das Logo farblich in royalblau und waldgrün gehalten, die Form wurde durch Kunst des Kwakwaka'wakw-Stammes inspiriert. Es zeigte den Kopf eines Vogels. Die Helme und Hosen waren silber, das Heimtrikot war royalblau mit grünen und weißen Streifen an den Ärmeln, die Auswärtstrikots waren weiß mit blauen und grünen Streifen. Die ersten vier Saisons trugen die Spieler schwarze Schuhe, ab 1980 weiße Schuhe.
Mit der Ankunft von Chuck Knox 1983 wurde auch die Uniform geändert. Die Ärmelstreifen wurden durch das Logo ersetzt und die Ärmel gekürzt, die Farbe der Facemask wurde von silber zu blau geändert. In der Saison 1985 trugen die Seahawks an der linken Hüfte einen Aufnäher mit der Zahl 10 und dem Logo der Seahawks um das 10-jährige Bestehen zu feiern. 1994 wurde die Schriftart der Trikotnummern geändert und die Seahawks trugen zum 75-jährigen Bestehen der NFL einen Aufnäher an der rechten Schulter. 2000 trugen die Spieler zum 25-jährigen Bestehen in allen Spielen einen Jubiläumsaufnäher. Gleichzeitig wechselten die Seattle Seahawks den Ausrüster. Nach Wilson, Wilson/Staff, Russell Athletics, Logo Athletics und Puma bekam nun Reebok den Zuschlag.
Am 1. März 2002 stellten die Seahawks ein neues Logo vor, welches auf dem alten basierte. Das Logo wurde abgerundet und schmaler, die Hauptfarben waren nun royalblau und marineblau, die Augenfarbe limonengrün. Die Augenbraue wurde stärker an das Auge angepasst und die Pupille nach vorne verschoben um einen aggressiver wirkendes Design zu bekommen. Am 27. März 2002 folgte die Vorstellung der neuen Uniform. Die Helmfarbe wurde nach einer öffentlichen Abstimmung in Blau geändert, was die erste Einflussnahme der Fans auf die Uniform eines NFL-Teams darstellte, die Trikots und Hosen in blau bei Heimspielen und in weiß bei Auswärtsspielen.
2009 trugen die Seahawks zwei Spiele in der Kombination weißes Trikot/blaue Hose aus. Am 27. September 2009 trugen die Seahawks zur Feierlichkeit der Aufnahme der Seattle Sounders in die Major League Soccer in einem Spiel gegen die Chicago Bears farblich passende, limonengrüne Trikots.
Am 3. April 2012 fand die nächste größere Veränderung statt. Das Logo bekam neue Farben, wobei marineblau durch „College Navy“-blau ersetzt wurde und die zuvor royalblaue Fläche wurde grau. Die Trikots bekamen graue Streifen unterhalb der Schultern. Am Kragen und an beiden Hosenbeinen, sowie am Helm verlaufen nun limonengrüne Streifen mit zwölf blauen Federn, welche für den 12th man stehen. Gleichzeitig wechselten die Seahawks erneut den Ausrüster, diesmal bekam Nike den Zuschlag. Die Seahawks nutzen seitdem blaue, graue und weiße Uniformen, wobei die Hosen- und Trikotfarben verschieden kombiniert werden. Das graue Trikot wurde bislang jedoch nur mit der grauen Hose getragen und die weiße Hose ausschließlich mit dem weißen Trikot. Am 15. Spieltag der Saison 2016 trugen die Seahawks im Rahmen von NFL Color Rush komplett hellgrüne Uniformen mit dunkelblauen, weißumrandeten Trikotnummern und Namen. Nachdem der ehemalige Seahawks-Spieler und Pro-Football-Hall-of-Fame-Mitglied Cortez Kennedy im Mai 2017 im Alter von 48 verstorben war, gaben die Seahawks bekannt, dass während der Saison 2017 dessen Nummer 96 auf den Helmen tragen werden. Am 5. September 2017 stellten die Seahawks zudem ein neues Alternativ-Logo vor. Im selben Farbschema wie das Hauptlogo gehalten, zeigt es einen Seahawk in der Frontalansicht. Nach dem Tod von Besitzer Paul Allen im Oktober 2018 gaben die Seahawks bekannt, für den Rest der Saison einen Aufnäher mit seinen Initialen zu tragen.
Bis heute sind die Seahawks das einzige NFL-Team, welches bei keinem einzigen Heimspiel ein weißes Trikot trug.
Die Farbwahl orientierte sich an der Umgebung von Seattle, dem pazifischen Nordwesten, welcher sich durch seine Nähe zum Ozean (blau) und seine großen Forstgebiete (grün) auszeichnet.

Uniformen
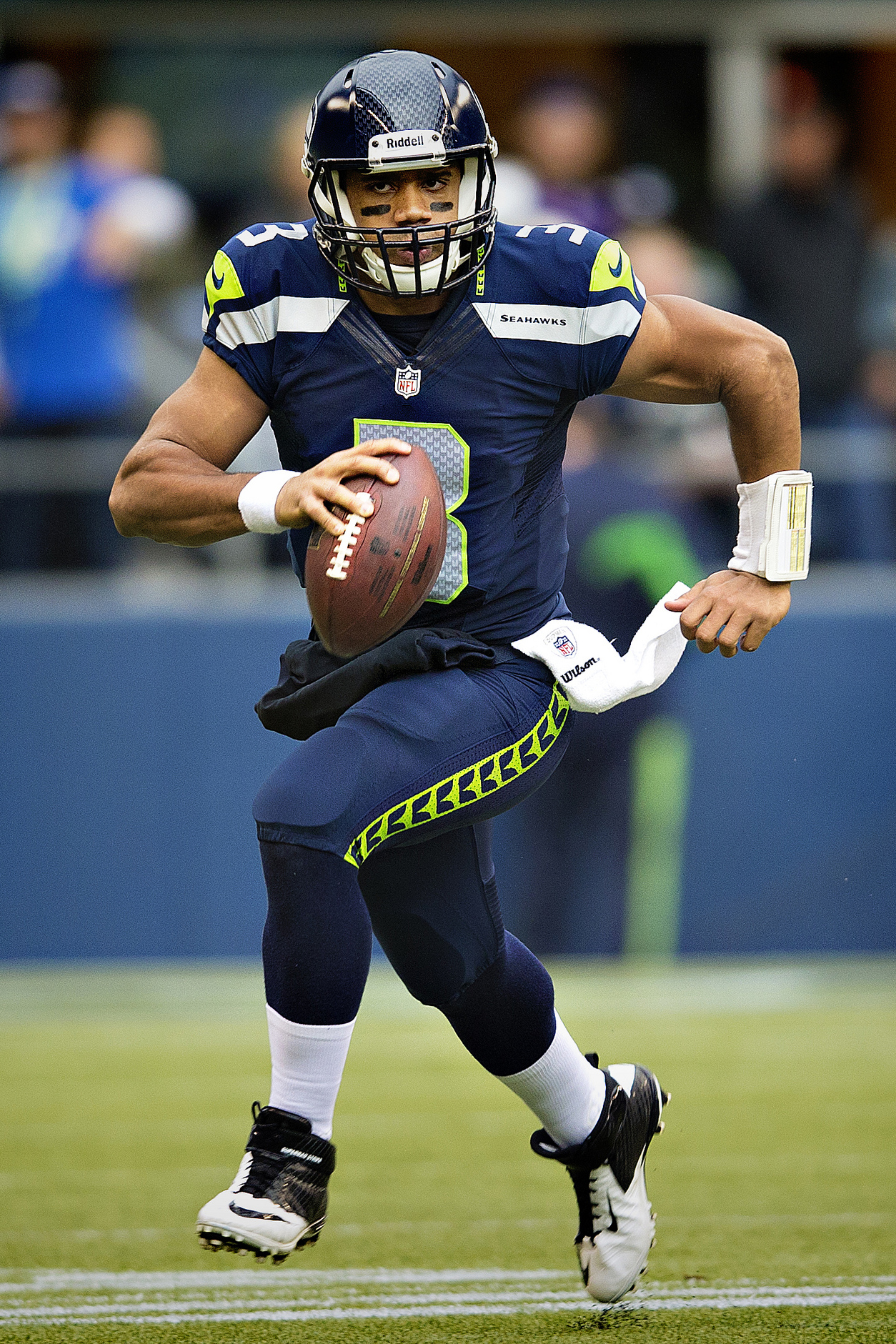
Die aktuelle Heimuniform
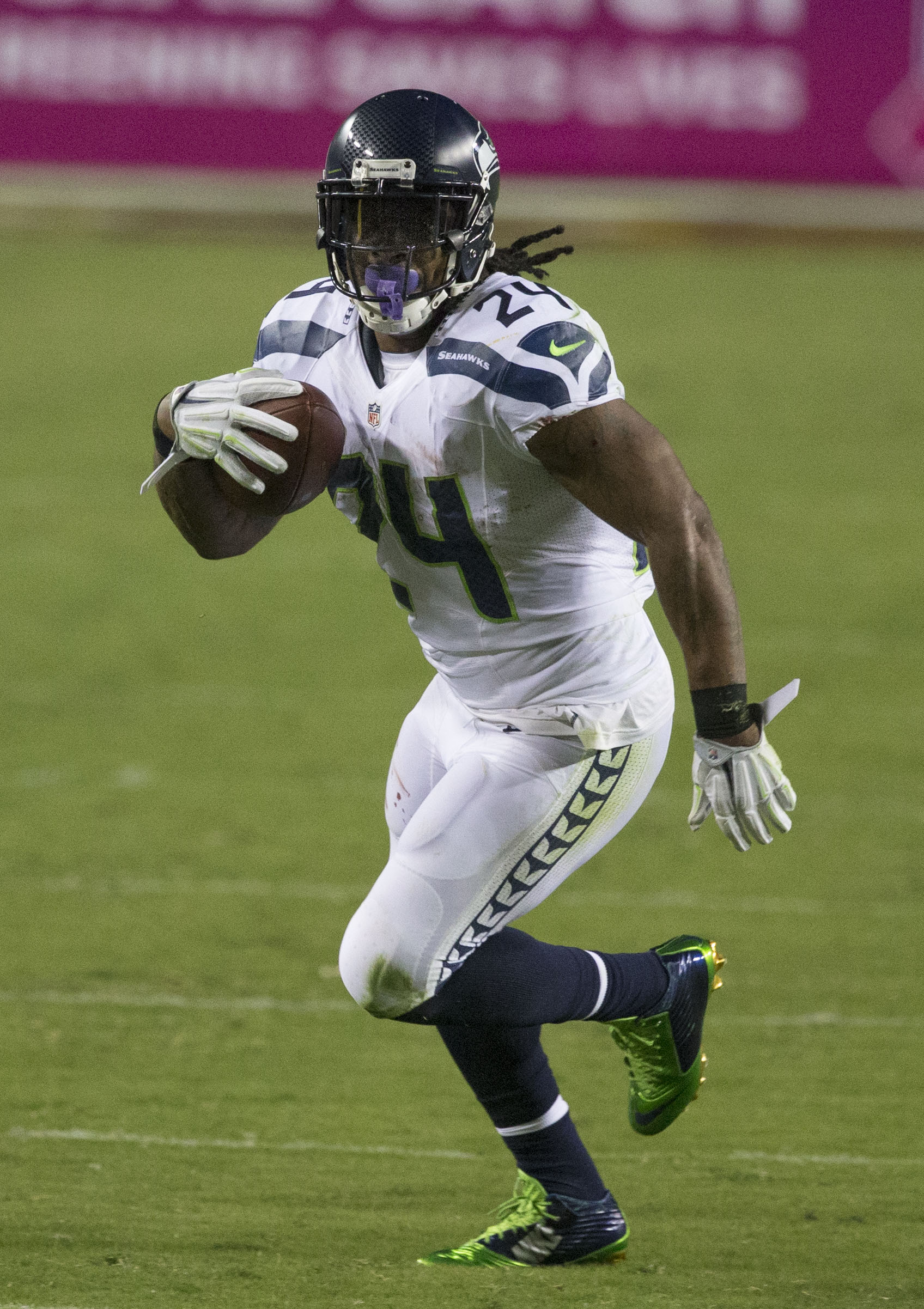
Die aktuelle Auswärtsuniform
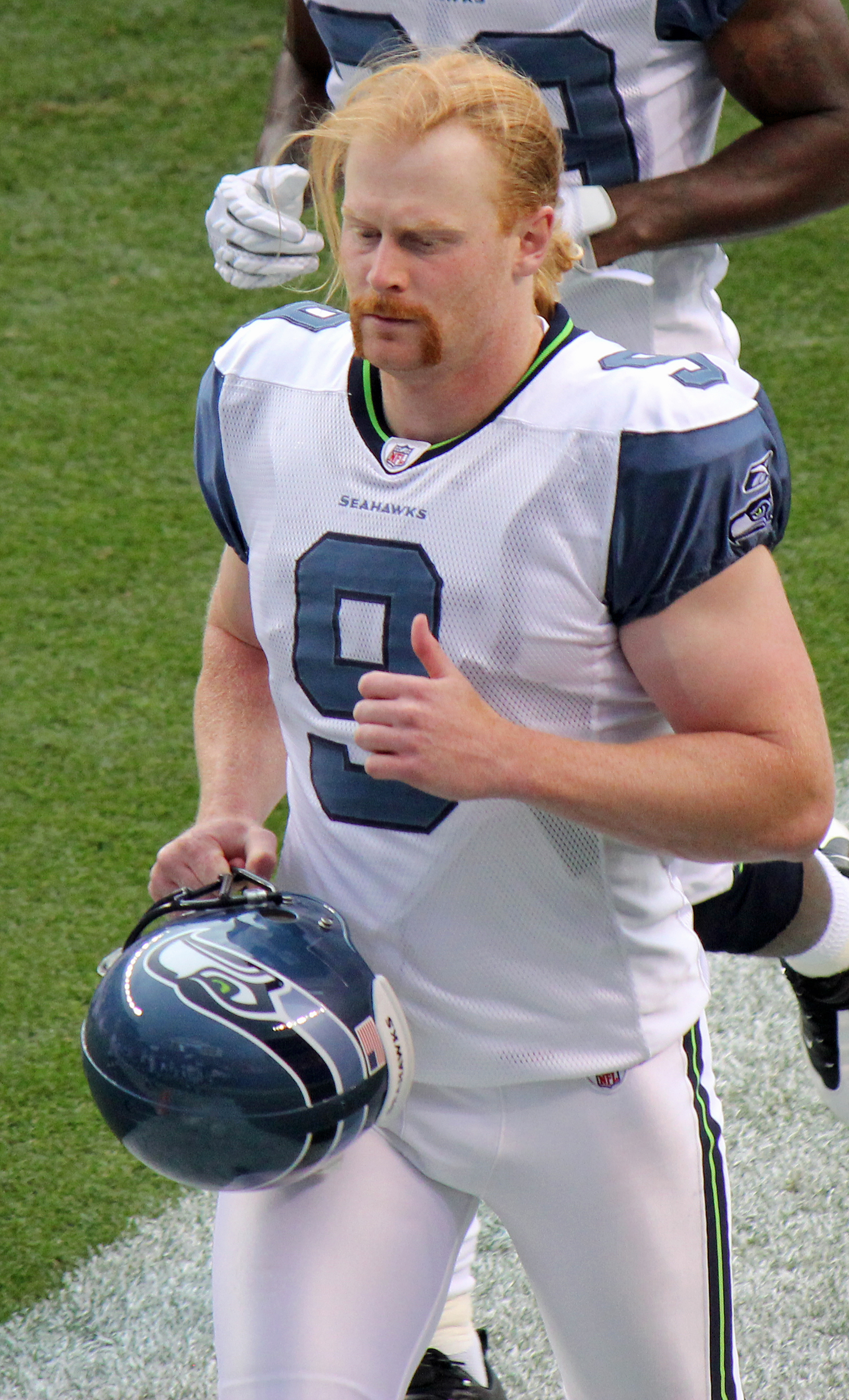
Die Auswärtsuniform bis 2011
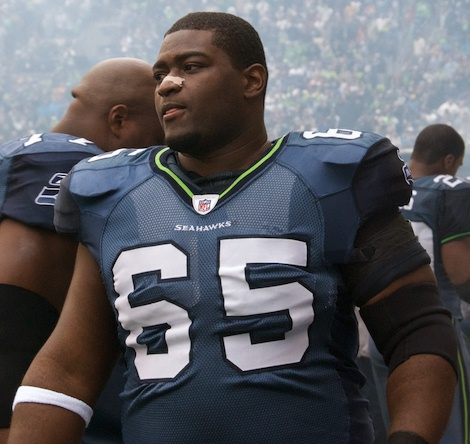
Die Heimuniform bis 2011
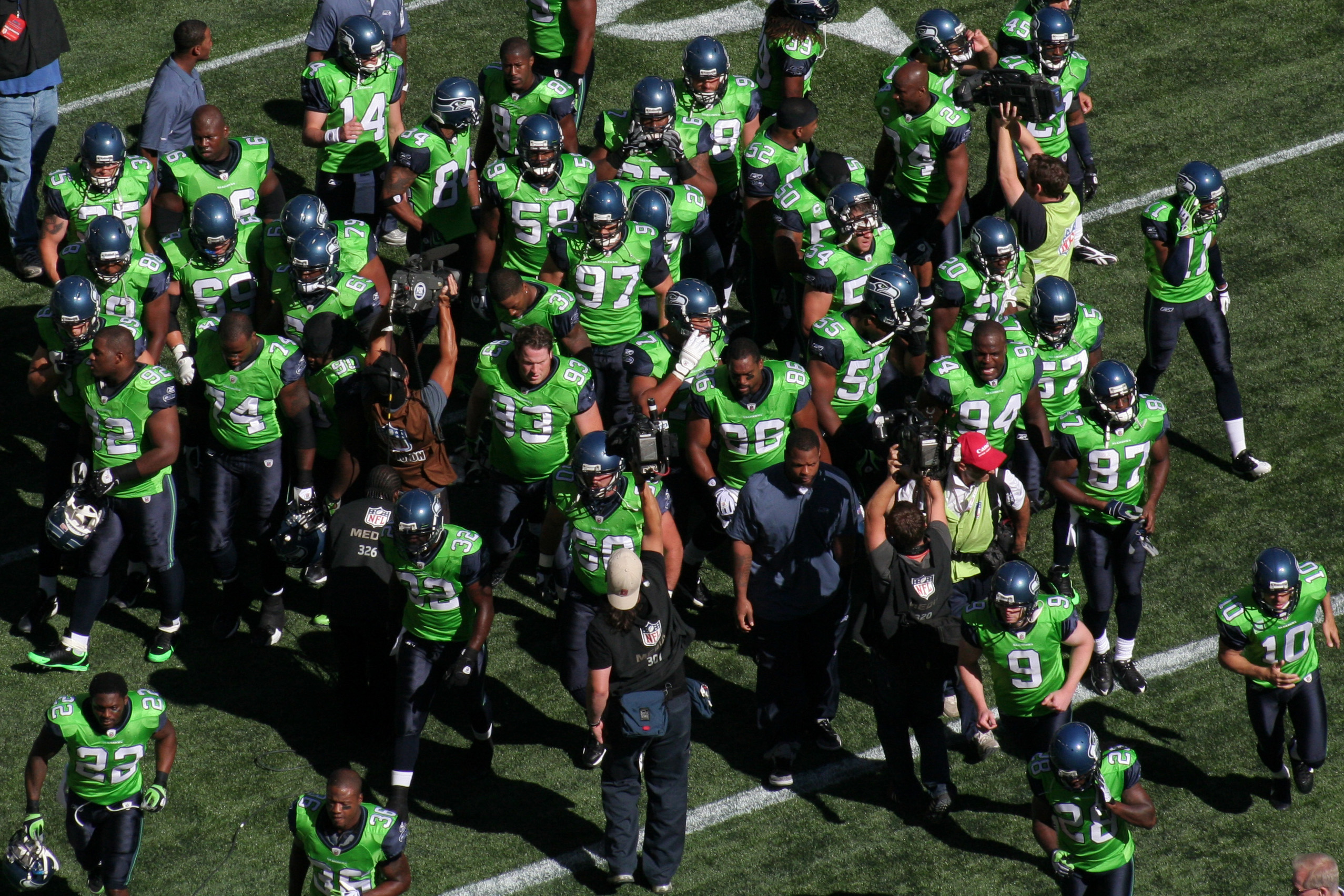
Die Spieler der Seahawks in den grünen Trikots 2009
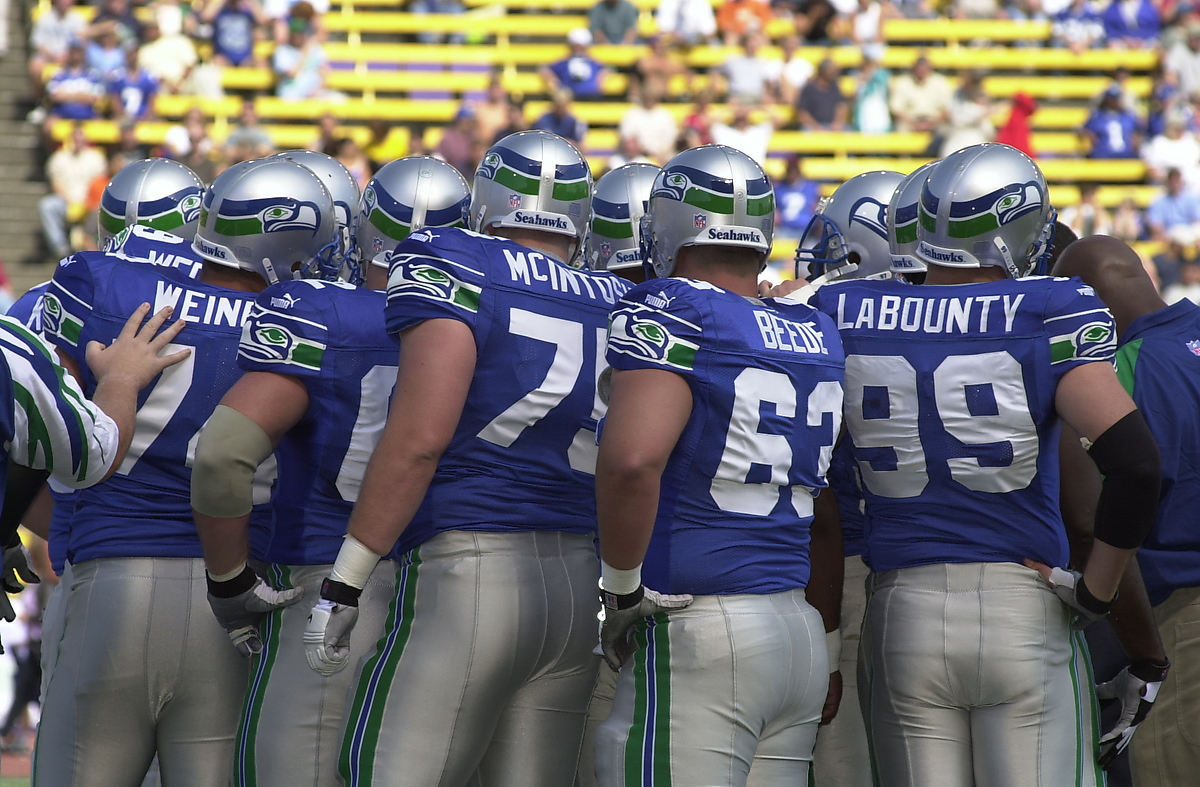
Heimuniform bis 2001
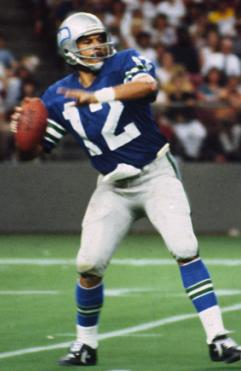
Heimuniform bis 1982

## Personen

### Spieler

#### Aktueller Kader
| Abkürzungen der Spieler-Positionen im American Football | Abkürzungen der Spieler-Positionen im American Football |
| ------------------------------------------------------- | --- |
| Offense                                                 | QB – Quarterback \| RB – Runningback \| FB – Fullback \| TE – Tight End \| E/WR – Wide Receiver \| T – Tackle \| G – Guard \| C – Center |
| Defense                                                 | DT – Defensive Tackle \| DE – Defensive End \| NT – Nose Tackle \| LB – Linebacker \| ILB – Inside Linebacker \| MLB – Middle Linebacker \| OLB – Outside Linebacker \| CB – Cornerback \| NB – Nickelback \| FS – Free Safety \| SS – Strong Safety |
| Special Teams                                           | K – Kicker \| P – Punter \| KS – Kicking Specialist \| KOS – Kickoff Specialist \| LS – Long Snapper \| RS – Return Specialist \| KOR/KR – Kick Returner \| PR – Punt Returner \| PP – Punt Protector                                                |

#### Spieler in der Hall of Fame
Bisher wurden 15 Spieler, welche für die Seattle Seahawks aktiv waren, in die Pro Football Hall of Fame aufgenommen (Stand: 25. August 2024).
| Pro Football Hall of Fame Mitglieder |                  |          |                   |                   |
| Trikotnummer                         | Name             | Position | Für Seattle Aktiv | Jahr der Aufnahme |
| 34                                   | Franco Harris    | FB       | 1984              | 1990              |
| 80                                   | Steve Largent    | WR       | 1976–1989         | 1995              |
| 81                                   | Carl Eller       | DE       | 1979              | 2004              |
| 1                                    | Warren Moon      | QB       | 1997–1998         | 2006              |
| 93                                   | John Randle      | DT       | 2001–2003         | 2010              |
| 80                                   | Jerry Rice       | WR       | 2004              | 2010              |
| 96                                   | Cortez Kennedy   | DT       | 1990–2000         | 2012              |
| 71                                   | Walter Jones     | T        | 1997–2008         | 2014              |
| 45                                   | Kenny Easley     | S        | 1981–1987         | 2017              |
| 52                                   | Kevin Mawae      | G        | 1994–1997         | 2019              |
|                                      | Tom Flores       | HC       | 1992–1994         | 2021              |
| 76                                   | Steve Hutchinson | G        | 2001–2005         | 2021              |
| 32                                   | Edgerrin James   | RB       | 2009              | 2021              |
| 93                                   | Dwight Freeney   | DE       | 2017              | 2024              |
| 17                                   | Devin Hester     | KR, PR   | 2016              | 2024              |

### Trainer

#### Head Coaches
Die Seattle Seahawks hatten in ihrer Geschichte acht Head Coaches. Zuletzt wurde diese Position von Pete Carroll eingenommen, welcher den Job von Januar 2010 bis Januar 2024 innehatte. Dieser coachte die meisten Spiele, wobei er der Trainer mit den meisten Siegen als auch mit den meisten Unentschieden ist. Mike Holmgren, der sechste Coach der Seahawks, hat die meisten Niederlagen gecoacht. Mit einer Siegquote von 29,2 % war Tom Flores der bisher am wenigsten erfolgreiche Head Coach.
| Seattle Seahawks |                 |           |     |     |    |   |      |    |    |   | |         |
| 1                | Jack Patera*    | 1976–1982 | 94  | 35  | 59 | 0 | .372 | –  | –  | – | Sporting-News-NFL-Trainer des Jahres (1978) AP-NFL-Trainer des Jahres (1978)                                         | [ 186 ] |
| 2                | Mike McCormack  | 1982      | 7   | 4   | 3  | 0 | .571 | –  | –  | – | | [ 187 ] |
| 3                | Chuck Knox      | 1983–1991 | 143 | 80  | 63 | 0 | .559 | 7  | 3  | 4 | UPI-NFL-Trainer des Jahres (1983, 1984) Sporting-News-NFL-Trainer des Jahres (1984) AP-NFL-Trainer des Jahres (1984) | [ 188 ] |
| 4                | Tom Flores      | 1992–1994 | 48  | 14  | 34 | 0 | .292 | –  | –  | – | | [ 189 ] |
| 5                | Dennis Erickson | 1995–1998 | 64  | 31  | 33 | 0 | .484 | –  | –  | – | | [ 190 ] |
| 6                | Mike Holmgren   | 1999–2008 | 160 | 86  | 74 | 0 | .538 | 10 | 4  | 6 | | [ 191 ] |
| 7                | Jim L. Mora     | 2009      | 16  | 5   | 11 | 0 | .313 | –  | –  | – | | [ 192 ] |
| 8                | Pete Carroll    | 2010–2023 | 227 | 137 | 89 | 1 | .606 | 19 | 10 | 9 | Super Bowl XLVIII | [ 193 ] |
| 9                | Mike Macdonald* | 2024–     | 17  | 10  | 7  | 0 | .588 | –  | –  | – | | [ 194 ] |

Stand: Februar 2025
| #         | Reihenfolge der Trainer                              |
| Spiele    | Spiele als Trainer                                   |
| S         | Siege                                                |
| N         | Niederlagen                                          |
| UE        | Unentschieden                                        |
| Gewonnen% | Siegquote                                            |
| *         | Ausschließlich bei den Seahawks als Head Coach aktiv |

### Seattle Seahawks Ring of Honor
Mit dem Seattle Seahawks Ring of Honor würdigen die Seattle Seahawks Spieler, Trainer und Offizielle, welche sich um die Mannschaft besonders verdient gemacht haben. Die Namen der Mitglieder werden im Stadion der Seahawks und im Virginia Mason Athletic Center zur Schau gestellt. Derzeit gibt es 14 Mitglieder. Die Aufnahme erfolgt in einer feierlichen Zeremonie während der Halbzeitpause eines Heimspiels.

## Wirtschaft

### Finanzen
|  |

In der Saison 2018 konnte das Franchise nach Schätzungen von Forbes im September 2018 Einnahmen von rund 413 Millionen US-Dollar verzeichnen, davon 63 Millionen US-Dollar durch Eintrittsgelder. In der Saison 2017 erwirtschafteten sie 255 Millionen durch Fernsehverträge. Der operative Gewinn vor Steuern liegt 2018 schätzungsweise bei 71 Millionen US-Dollar. Auf die Gehaltskosten der Spieler entfallen jährliche Ausgaben von 220 Millionen US-Dollar.
Der durchschnittliche Ticketpreis für ein Spiel im CenturyLink Field liegt bei direktem Kauf bei 94 US-Dollar. Dies ist unter dem Durchschnitt der National Football League. Üblicherweise sind jedoch schon lange vor Beginn der Saison alle Tickets ausverkauft, weshalb viele Karten bei Online oder auf dem Schwarzmarkt verkauft werden, wo sie für durchschnittlich 371 US-Dollar den Besitzer wechseln.
Der Wert der Seattle Seahawks lag im September 2018 nach Schätzungen des Forbes Magazine bei 2,58 Milliarden US-Dollar. Sie sind damit das sechzehnwertvollste Team der NFL und das drittwertvollste Expansion Team seit der AFL-Fusion der NFL 1970. Der geschätzte Wert der Seahawks ist im Vergleich zum Vorjahr um rund 6 % gestiegen. Seit dem Kauf der Seahawks durch Paul Allen im Jahr 1997 für 194 Millionen kam es somit zu einer nominalen Wertsteigerung von rund 1.330 %.

### Sponsoring

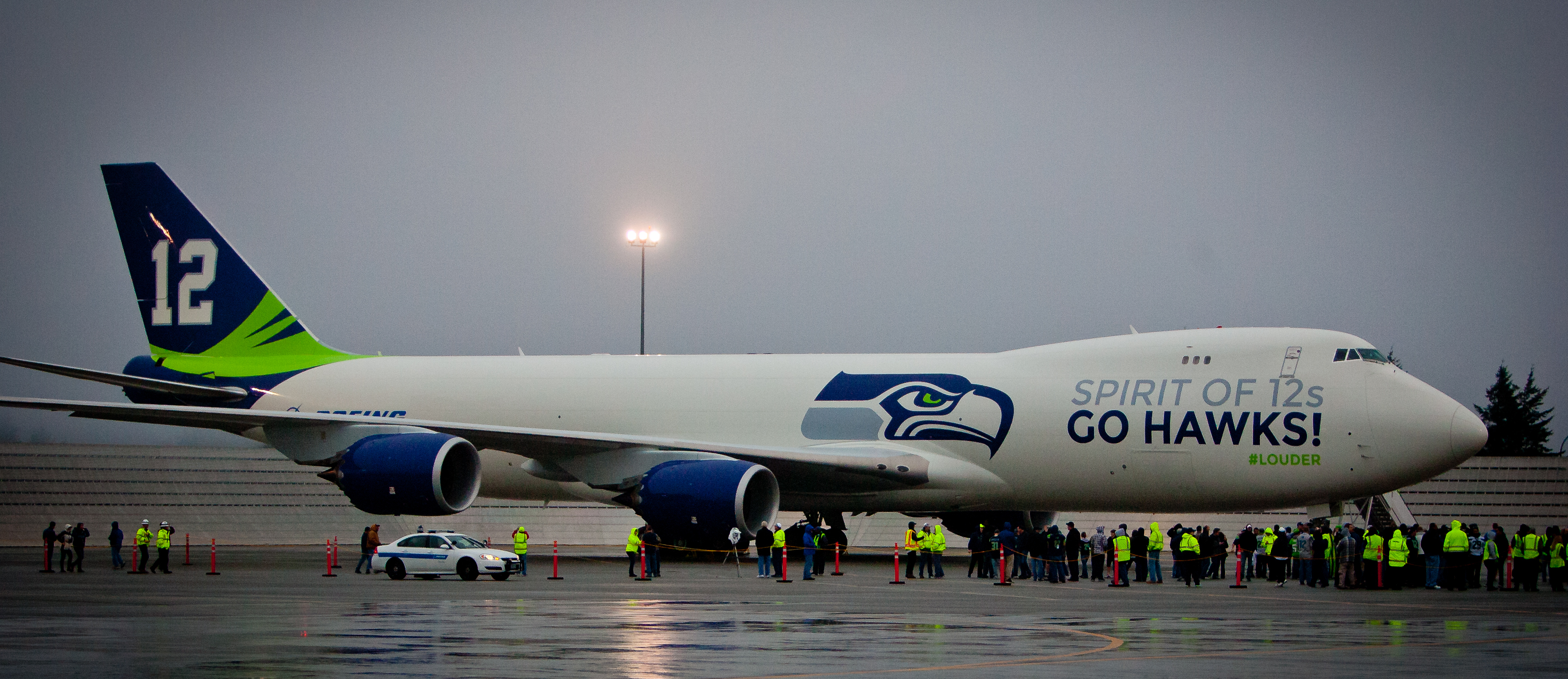
Boeing 747 in der 12s-Sonderbemalung

Die Seattle Seahawks haben acht Hauptsponsoren: Boeing, Coca-Cola, Anheuser-Busch, CenturyLink, Microsoft, Delta Air Lines, Verizon und Starbucks.
CenturyLink und Microsoft betreiben dabei Name-Sponsoring. So kaufte sich CenturyLink die Namensrechte am Stadion und Microsoft die Namensrechte an den Trainingscamps, welche offiziell Bing Trainings Camp heißen.
Starbucks, Coca-Cola, Delta Airlines und Anheuser-Busch sponsern die Seahawks durch Exklusivverträge. Im Stadion der Seahawks können nur Softdrinks von Coca-Cola, Bier von Anheuser-Busch und Kaffee von Starbucks erworben werden. Zu Auswärtsspielen fliegen die Seahawks nur mit Delta Airlines. Verizon ist für die Unterhaltungstechnik im Stadion, wie etwa das Stadion W-LAN, als auch für die Website und die offizielle App der Seahawks verantwortlich. Boeing und Starbucks beteiligen sich zusätzlich an Hilfsprojekten der Seahawks. Starbucks verpflichtete sich zudem, ehemaligen Spielern nach deren Karriereende eine Anstellung zu geben, um diesen eine Perspektive nach dem Football zu ermöglichen.

## Fans und Außenwahrnehmung

### Cheerleading

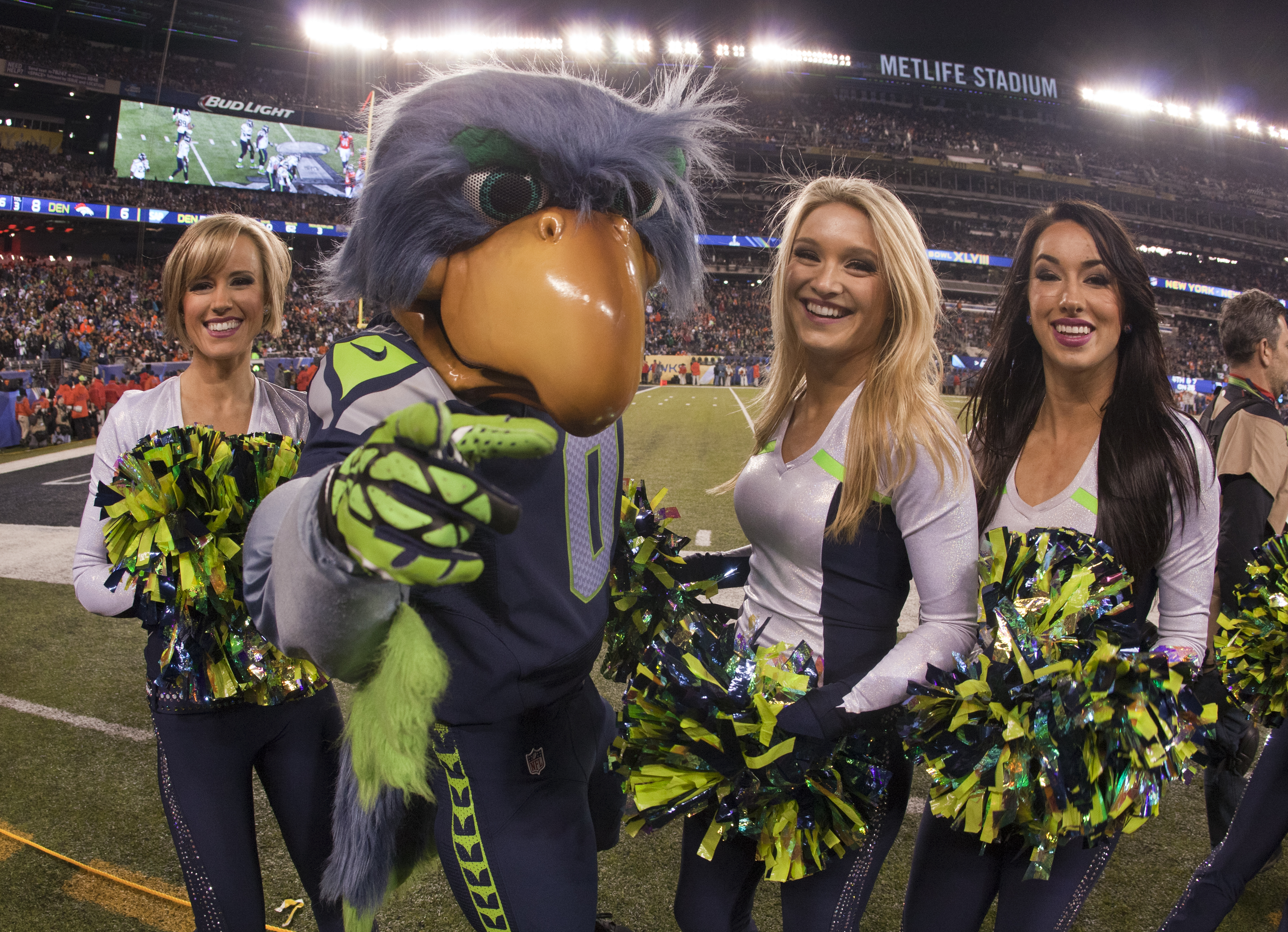
Die Sea Gals und Blitz beim Super Bowl XLVIII

Die Cheerleader der Seattle Seahawks sind die Seahawks Dancers, zuvor hießen sie Sea Gals, was mit „Meer-Mädels“ oder auch „Seemöwen“, entsprechend dem phonetisch ähnlichen englischen Seagulls, übersetzt werden kann. Sie gelten als eine der am besten trainierten Cheerleader-Mannschaften. Die Seahawks Dancers treten bei jedem Heimspiel und Super Bowl der Seahawks auf und präsentieren sich während der Off-Season auf verschiedenen Veranstaltungen.
Gegründet wurden die Seahawks Dancers als Sea Gals 1976. Das Auswahlverfahren findet jeden Frühling statt. Teilnehmen müssen sowohl Neubewerber als auch bereits erfahrene Sea Gals. Bewerber werden nach einem persönlichen Gespräch und der Vorführung von Tanzeinlagen ausgewählt. Der endgültige Kader wird nach drei etappenartigen Verkleinerungen ausgewählt. Seit der Übernahme durch Paul Allen wurde sowohl das Budget als auch die Bezahlung der Seahawks Dancers erhöht. Die Bezahlung der Cheerleader, welche pro Stunde erfolgt, ist abhängig von der Erfahrung. Bezahlt wird dabei jede Tätigkeit, also sowohl Training und Spielauftritte als auch Kleiderproben, Charity-Auftritte und Ähnliches. Um Seahawks Dancer zu werden, muss die Anwärterin volljährig sein und mindestens einen Highschool-Abschluss besitzen. Die Uniformen orientieren sich farblich an den Spieleruniformen. Das Design der Uniformen ist am Design der Segler ausgerichtet. Zur Saison 2019 änderten die Sea Gals mit der Aufnahme von Männern ihren Namen in Seahawks Dancers.

### Maskottchen

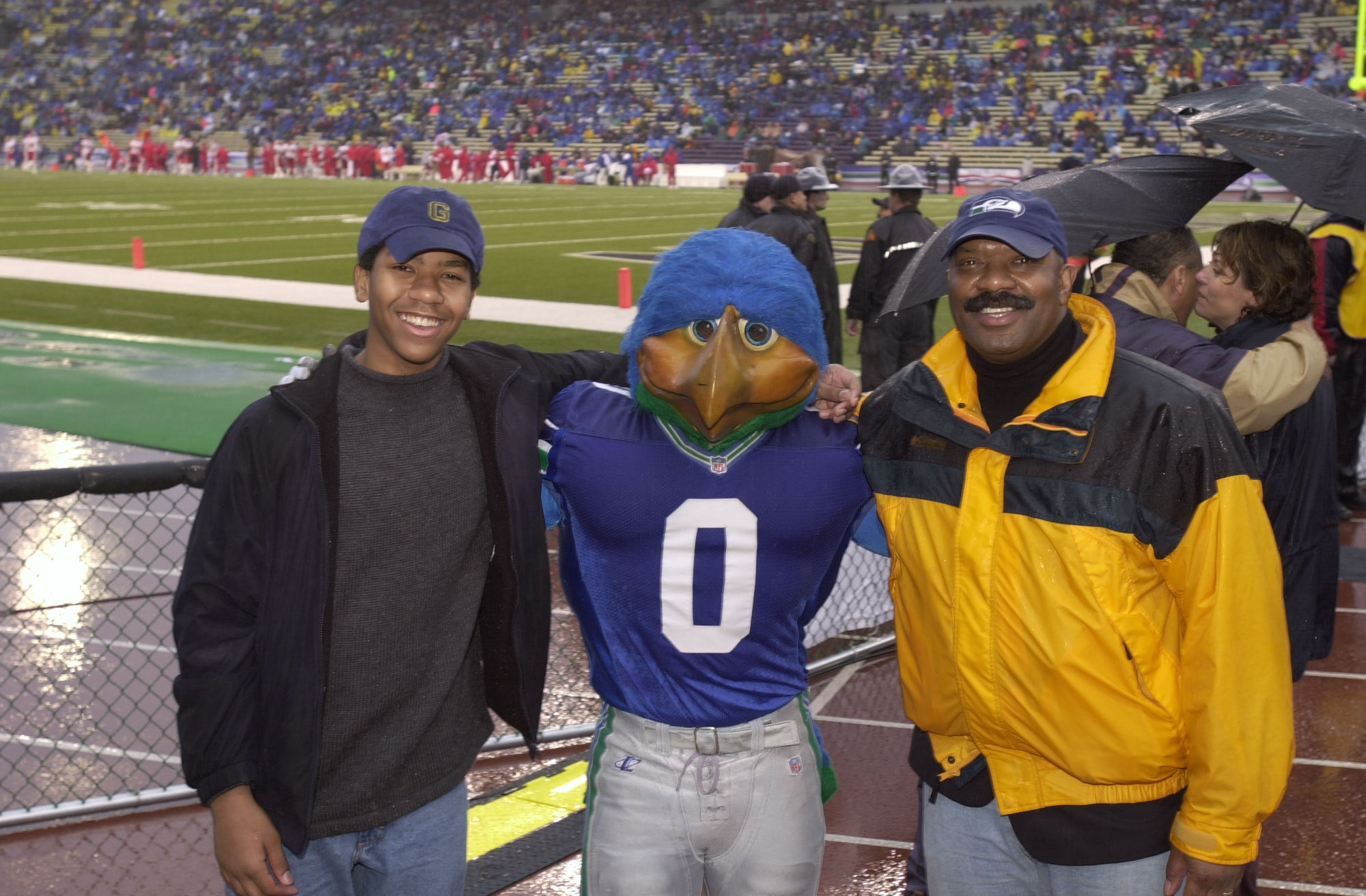
Blitz im Januar 2002

Das offizielle Maskottchen der Seattle Seahawks ist Blitz, ein großer blauer Vogel. Er wurde am 13. September 1998 während des Saison-Eröffnungsspieles der Seahawks im Kingdome vorgestellt.
Nach seiner Einführung wurde das Design wiederholt verändert, insbesondere wurde die Farbgestaltung an die jeweils aktuelle Uniform angepasst.
2004 wurde die Gesichtsform verändert, um ihn weniger bedrohlich für Kinder erscheinen zu lassen. Zur Saison 2014 fand ein erneuter Wandel statt, wobei das Maskottchen dem Logo optisch angepasst wurde. Blitz ist ein antromorpher blauer Vogel, 1,85 m groß und trägt immer eine Seahawksheimuniform mit der Nummer 0. Sein Kopf ist blau und grau mit grünen Augen.
2014 wurde mit Boom ein weiteres Maskottchen eingeführt. Boom ist der offizielle Sidekick von Blitz. Optisch ähnelt er Blitz, hat aber zusätzlich noch grünes Haar, trägt eine Baseballcap mit dem Schild nach hinten und hat die Trikotnummer 00.
Seit 2007 werden die Spiele der Seahawks auch von Taima the Hawk (englisch Taima der Fischadler) begleitet. Taima, dessen Name „Donner“ bedeutet, ist ein 2005 geborener Augurbussard mit einer Flügelspannweite von 137 cm.

### Öffentlichkeitsarbeit
Die Seahawks betreiben eine Wohltätigkeitsstiftung, die Jugend- und Gangkriminalität in Seattle verhindern möchte. Lehrer, welche sich besonders engagieren, werden von den Seattle Seahawks ausgezeichnet und mit einer Spende über 1000 US-Dollar für Schulbücher oder Ähnliches geehrt. Zusätzlich verschenken die Seahawks in Zusammenarbeit mit Boeing noch je 100 Karten für ihre Spiele, damit auch Kindern aus sozial schwachen Familien der Besuch eines Spiels ermöglicht wird.

### Rivalitäten

#### San Francisco 49ers
Nach dem Wechsel der Seattle Seahawks in die NFC West im Jahr 2002 begann die Rivalität mit der San Francisco 49ers. Ursprünglich war die Rivalität eher einseitig, da die Seahawks bis 2007 acht von zwölf Spielen gewannen. Seit der Wiedererstarkung der 49ers in der Saison 2008 holten sie gegen die Seahawks sechs Siege in zehn Spielen. Nach der Saison 2012 trafen die 49ers sieben Mal auf die Seahawks, wobei der Sieg sechs Mal, davon ein Mal im NFC Championship Game, nach Seattle ging.
Die Rivalität galt aufgrund ihrer geringen Geschichte lange als unbedeutend, wurde jedoch zeitweise als eine der stärksten der NFL wahrgenommen. 2010 verstärkte sich die Rivalität, nachdem die College-Rivalen Pete Carroll (USC) und Jim Harbaugh (Stanford) die Trainerposten übernahmen. Auch der zwischenzeitlich ähnliche Spielstil um eine starke Defense, ein Power-Run-Laufspiel und mit Russell Wilson und Colin Kaepernick zwei jungen Dual-Threat Quarterbacks vergrößerte die Rivalität. Nachdem Jim Harbaugh die 49ers verließ und aufgrund der anhaltenden Dominanz der Seahawks gegenüber den 49ers gilt die Rivalität als eingeschlafen.
Es gab insgesamt 42 Spiele zwischen den Seahawks und den 49ers, wovon 25 von Seattle und 17 von San Francisco gewonnen wurde. Sechs Spiele fanden dabei vor dem Wechsel der Seahawks in die NFC West statt, wovon zwei von der Mannschaft aus Seattle gewonnen wurden. Das bisher einzige Aufeinandertreffen in den Play-offs konnten die Seahawks für sich entscheiden.

#### Los Angeles/Oakland Raiders
Während der Zeit, in der die Seahawks in der AFC West spielten, verband sie mit den Los Angeles Raiders, bis 1981 und seit 1995 Oakland Raiders, eine sportliche Rivalität. Den Höhepunkt hatte die Rivalität, als die beiden Mannschaften im Kalenderjahr 1984 zwei Mal in den Play-offs aufeinander trafen. Nachdem in der Regular Season der Saison 1983 die Seahawks die Raiders zwei Mal besiegten, unterlagen sie ihnen im AFC Championship Game, wodurch die Raiders den Seahawks ihren ersten Super Bowl vorenthielten. In den Wildcard-Spielen der Saison 1984 trafen die beiden Mannschaften erneut aufeinander. Dieses Mal behielten die Seahawks die Oberhand und verhinderten so die Titelverteidigung der Raiders. Zusätzlich gedemütigt wurden die Raiders dadurch, dass Chuck Knox den Runningback Dan Doornink dabei 29 Mal denselben Spielzug laufen ließ und er trotzdem 126 Yards erzielen konnte. Seit dem Umzug der Seahawks in die NFC West gilt die Rivalität als eingeschlafen.
Bis 2002 trafen die Seahawks 50 Mal auf die Raiders, wobei die Seahawks 23 Mal und die Raiders 27 Mal gewannen, davon je ein Mal in den Play-offs. Seit 2002 trafen sie 5 Mal aufeinander, wobei die Seahawks drei Mal gewannen.

#### Denver Broncos
Die Rivalität zwischen den Seattle Seahawks und den Denver Broncos war ebenfalls eine innerhalb der AFC West, in welcher die Seahawks zwischen 1977 und 2001 spielten. Im Gegensatz zur Rivalität zu den Raiders zeichnete sich diese Rivalität nicht durch Hass, sondern durch gegenseitigen Respekt aus. Einen Höhepunkt hatte die Rivalität in der Saison 1988, als im ersten Spiel gegeneinander der Broncos-Safety Mike Harden Seattles Star-Spieler Steve Largent so hart tacklete, dass dieser das Bewusstsein verlor, sich eine Gehirnerschütterung zuzog und zwei Zähne abbrach. Beim zweiten Aufeinandertreffen fing Harden dann eine Interception, wurde beim anschließenden Return von Largent jedoch so hart getacklet, dass Harden den Ball fumblete. Dieser Fumble wurde von Largent erobert.
Bis 2002 spielten die Seahawks in der Regular Season 49 Mal gegen die Denver Broncos, wobei die Broncos 32 Mal gewannen und die Seahawks 17 Mal. Seit 2002 trafen beide Mannschaften in der Regular Season fünf Mal aufeinander, wobei die Seahawks zwei und die Broncos drei der Spiele gewinnen konnte. In den Play-offs trafen beide Mannschaften zwei Mal aufeinander, erstmals in den Wildcard-Play-offs 1983 und zuletzt im Super Bowl XLVIII. Beide Spiele konnten die Seahawks gewinnen.

### Kontroversen

#### Phantom Touchdown
Am 6. Dezember 1998 trafen die Seahawks auf die New York Jets. Die Seahawks führten 27 Sekunden vor Spielende mit 31:26 und die Jets waren fünf Yards von der gegnerischen Goalline entfernt. Beim vierten Versuch machte Jets Quarterback Vinny Testaverde einen Quarterback Sneak, woraufhin ein Touchdown gegeben wurde und die Jets das Spiel mit 32:31 gewannen. Tatsächlich hatte Testaverde den Ball jedoch nicht über die Goalline gebracht, sondern die Schiedsrichter hielten seinen Helm für den Ball. Diese Fehlentscheidung gilt als Grund, warum zur Saison 1999 der Videobeweis in der NFL eingeführt wurde.

#### Super-Bowl-XL-Kontroverse
Kontrovers wurde auch das Schiedsrichterverhalten im ersten Super Bowl der Seahawks, dem Super Bowl XL, bewertet. So wurde im ersten Viertel ein Touchdownfang von Darrell Jackson wegen einer umstrittenen Entscheidung auf Pass Interference nicht gegeben. Das zweite Viertel begann mit einer weiteren umstrittenen Entscheidung, als ein 34-Yard-Punt-Return wegen eines Holdings zurückgepfiffen wurde, welches auf keiner Fernsehaufnahme zu sehen war. Kurz vor Ende der ersten Hälfte kam es zu einer weiteren umstrittenen Entscheidung, als bei einem dritten Down Steelers Quarterback Ben Roethlisberger einen Lauf absolvierte und am Rande der Endzone gestoppt wurde. Der Head Linesman entschied anfangs auf ein viertes Down, entschied sich aber um und signalisierte einen Touchdown. Diese Entscheidung wurde nach der Videoüberprüfung aufrechterhalten, da nicht genau erkennbar war, wo der Ball war, als Roethlisberger den Boden berührte. Bei noch zwölf Minuten verbliebener Spielzeit lagen die Seahawks mit 10:14 zurück, als sie einen Raumgewinn von 18 Yards erzielten, welcher Seattle an die 1-Yard-Linie der Steelers gebracht hätte. Dieser wurde jedoch von den Schiedsrichtern wegen eines inexistenten Holdings aberkannt. Drei Spielzüge später kam es zu einer Interception, nach dessen Return die Schiedsrichter eine 15-Yard-Strafe wegen illegalen Blockens gegen den Quarterback der Seahawks, Matt Hasselbeck, aussprachen, obwohl dieser gar keinen Block setzte. Bei noch neun Minuten verbliebener Spielzeit kam es beim Stand von 10:21 zu einer weiteren Fehlentscheidung, als die Schiedsrichter einen Fumble von Hasselbeck als von den Steelers erobert gaben. Erst nach Betrachtung des Videomaterials wurde die Entscheidung korrigiert.
Nach dem Spiel beklagte Seattles Head Coach Mike Holmgren:

“I knew it was going to be tough going up against the Pittsburgh Steelers. I didn’t know we were going to have to play the guys in the striped shirts, as well.”

„Ich wusste dass es hart gegen die Pittsburgh Steelers wird. Ich wusste aber nicht, dass wir auch gegen die Leute in den gestreiften Hemden spielen müssen.“

Die NFL verteidigte die Schiedsrichter zwar, aber dass es entgegen der üblichen Handhabung keine Geldstrafe gegen Holmgren gab, wird allgemein als Zeichen einer ähnlichen Auffassung verstanden. 2010 gab der Hauptschiedsrichter zu, dass er einige Fehlentscheidungen in diesem Spiel getroffen habe.

#### Fail Mary
Die Saison 2012 begann mit einem Streik der NFL-Schiedsrichter, so dass Schiedsrichter aus dem College Football oder niederen Profiligen einsprangen. Nach einer Reihe von fragwürdigen Schiedsrichterleistungen kam es am 24. September 2012 beim Spiel der Seahawks gegen die Green Bay Packers zu einem Eklat. In den Schlusssekunden führten die Packers mit 12:7, als Seahawks-Quarterback Russell Wilson einen sehr langen Vorwärtspass (Hail Mary Pass) in die Endzone von Green Bay warf. Sowohl Packers-Safety M. D. Jennings sowie Seahawks-Wide-Receiver Golden Tate kamen an den Football, aber während der Side Judge auf Interception für die Packers entschied, gab der Back Judge einen Touchdown für die Seahawks, was vom Rest der Schiedsrichter nach Videobeweis übernommen wurde. Somit gewannen die Seahawks in letzter Sekunde, doch da die TV-Aufzeichnungen zeigten, dass Tate vorher Jennings regelwidrig weggeschoben hatte (Pass Interference), war die Empörung in der Öffentlichkeit groß. In Anlehnung an den Hail Mary Pass errang dieser kontroverse Touchdown den Spitznamen Fail Mary (engl.: to fail = scheitern). Er trug dazu bei, dass die NFL-Referees ein verbessertes Angebot bekamen und der Streik beigelegt wurde.

#### Super-Bowl-XLIX-Kontroverse
Im Super Bowl XLIX lagen die Seattle Seahawks 26 Sekunden vor Spielende gegen die New England Patriots mit 24:28 im Rückstand. Die Seahawks waren ein Yard vor der Endzone der Patriots entfernt und hatten noch drei Versuche sowie ein Timeout. Die meisten rechneten mit einem Lauf von Marshawn Lynch, da dieser in den vergangenen 24 Laufversuchen 22 Mal mindestens ein Yard geschafft hatte und die Patriots die fünftschlechteste Laufverteidigung vorwiesen. Der Head Coach der Seahawks Pete Carroll sagte jedoch einen Passspielzug an. Russell Wilson warf einen Pass auf seinen Receiver Ricardo Lockette. Der Cornerback der Patriots, Malcolm Butler, konnte diesen Pass abfangen und so die Niederlage der Seahawks besiegeln. Für die Entscheidung, einen Pass zu werfen, geriet Carroll in die Kritik. Die Seattle Times nannte die Spielzugansage die schlechteste in der Geschichte des Super Bowls. Nach dem Spiel äußerten sowohl Spieler der Patriots als auch der Seahawks ihre Zweifel an der Auswahl des Spielzuges. Die Entscheidung wurde im Nachhinein kontrovers diskutiert. Ein Argument für den Pass war, dass die Seahawks bei nur 26 Sekunden und nur einem Timeout nach einem möglichen erfolglosen Laufspiel im ersten Versuch entweder beim zweiten oder dritten Down einen Pass hätten werfen müssen, um sicherzugehen, dass sie noch genügend Zeit für ein mögliches viertes Down hätten. Hätten die Seahawks beim zweiten Down erneut einen Lauf gespielt und wären wiederum gescheitert, so hätten sie das Timeout nehmen müssen und die Patriots wüssten, dass beim dritten Versuch mit einem Pass zu rechnen wäre.

#### Illegal-Bat-Kontroverse
Am 5. Oktober 2015 spielten die Seattle Seahawks gegen die Detroit Lions und führten 1:44 Minuten vor Spielende mit 13:10. Nach einem Pass auf Wide Receiver Calvin Johnson, lief dieser auf die gegnerische Endzone zu, doch ein Yard vor ebendieser erzwang Strong Safety Kam Chancellor einen Fumble, welcher in die eigene Endzone sprang. Dort schlug ihn Linebacker K. J. Wright aus dem Spielfeld heraus und die Schiedsrichter gaben einen Touchback, wodurch die Seahawks in Ballbesitz kamen und das Spiel siegreich beendeten. Die Entscheidung des Schiedsrichtergespanns war jedoch fehlerhaft, da das Herausschlagen des Balles regelwidrig ist (Illegal Batting, dt. verbotenes Schlagen). Die korrekte Entscheidung wäre die Halbierung des Abstands zur Goalline der Seahawks gewesen, wobei der Ballbesitz bei den Lions geblieben wäre. Der Back Judge, welcher freie Sicht auf den Vorfall hatte, sagte, dass er keine Penalty Flag geworfen habe, da er der Überzeugung war, dass der Schlag nicht absichtlich war, was für eine Strafe erforderlich ist. Da diese Entscheidung nicht mittels Videobeweis überprüfbar ist, konnte sie nicht korrigiert werden.

### Fans

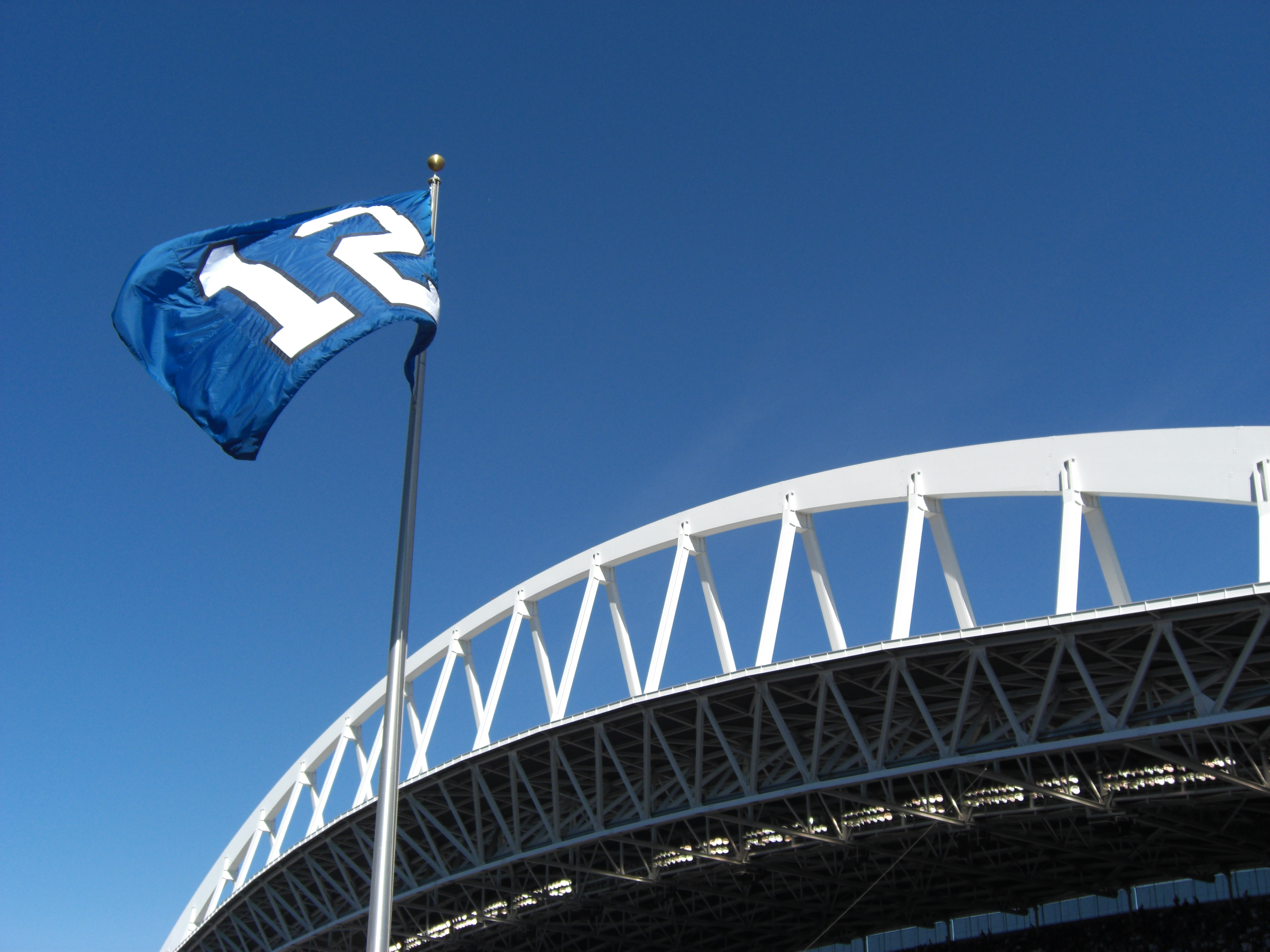
Die Flagge der 12th Man

Die Anhänger der Seattle Seahawks werden gemeinhin als 12th Man (zeitweise 12s („twelves“)) bezeichnet. Die im Stadion erzeugte Geräuschkulisse der Fans ist mit die lautestete der NFL; so waren die Fans der Seahawks im Guinness-Buch der Rekorde vertreten, nachdem sie am 15. Dezember 2013 die Lautstärke von 136,6 dB erreichten. Dieser Rekord wurde mittlerweile von den Fans der Kansas City Chiefs gebrochen. Die Lautstärke im Stadion ist für die Gegner hinderlich, da sie die Kommunikation und Abstimmung erschwert. Im Stadion der Seattle Seahawks werden die meisten Strafen für Frühstarts (False Start) in der NFL vergeben.
Aus Dankbarkeit für die Unterstützung wurde am 15. Dezember 1984 die Trikotnummer 12 gesperrt. Seit dem 12. Oktober 2003 wird vor jedem Heimspiel am Südende des Stadions die Flagge des 12th Man gehisst. Nachdem die Texas A&M, deren Fans seit den 1920ern 12th Man genannt werden, sich 2006 „12th Man“ hat schützen lassen, wird auf offiziellen Seahawks-Merchandise-Artikeln nur noch die Zahl 12 verwendet. Zu Beginn der Saison 2015 wurden die Seahawks Fans deshalb Offiziell als „12s“ bezeichnet. Am 11. August 2016 einigten sich die Seahawks mit der A&M auf einen Fünf-Jahres-Vertrag, welche ihnen die Benutzung des Terminus 12th Man erlaubt.
Einige Fans sind im Fanclub Sea Hawkers Boosters Club organisiert. Dieser besteht aus 51 Chapters. Die meisten dieser Kleingruppen kommen aus den USA, es gibt aber auch welche in Kanada, Mexiko, England und Deutschland.
Eine Studie der Emory University, welche die Loyalität der Fans aller NFL-Franchises bewertete, platzierte die Fans der Seahawks auf Platz 23 von 32.
Die Seahawks verfügen über eine Anzahl prominenter Fans, unter anderem den aus Seattle stammenden Rapper Macklemore, welcher auch in der Halbzeit des NFC Championship Game 2014 auftrat. Auch der Pitcher der San Francisco Giants Tim Lincecum und Microsoftgründer Bill Gates sehen sich als Teil des 12th Man. Der Sprecher des Repräsentantenhauses der Vereinigten Staaten, Paul Ryan, outete sich ebenfalls als Fan der Seahawks.
Eine Umfrage aus dem Jahr 2015 mit 879 Teilnehmern ergab, dass die Seahawks das beliebteste Sportteam im Bundesstaat Washington sind. 70 % gaben an Fan der Seahawks zu sein, 54 % waren Fan der Seattle Mariners und 30 % waren Anhänger der Seattle Sounders. Auch im Vergleich zu den Collegemannschaften schnitten sie gut ab: nur 39 % waren Anhänger der Washington Huskies und 26 % waren Fans der Washington State Cougars.
Bis 1988 waren nahezu alle Spiele der Seahawks ausverkauft. Mit der sportlichen Verschlechterung der Seahawks sanken auch die Zuschauerzahlen. Bis zur Saison 1994 lagen die Zuschauerzahlen im Kingdome nur noch bei durchschnittlich 46.000 und damit etwa 20.000 unter der Kapazität des Stadions. In den folgenden Jahren stiegen die Zuschauerzahlen, so schwankten sie in der Saison 1998 zwischen 58.000 und einem ausverkauften Stadion. Seit 2003 ist jedes Heimspiel der Seahawks ausverkauft. 2016 lagen die Seahawks mit einer Stadion-Auslastung von 103,1 % bei Heimspielen und 100,1 % bei Auswärtsspielen jeweils auf dem vierten Platz. 2011 hatten sie noch mit einer Auslastung von 88 % bei Auswärtsspielen den letzten Platz belegt.

### Seattle Seahawks in der Populärkultur
Die Seattle Seahawks fanden in der Populärkultur Erwähnung. So ist in der elften Episode der sechsten Staffel der US-Serie Grey’s Anatomy ein Spieler der Seattle Seahawks, welcher sich bei einem Spiel verletzt hat, eine wichtige Nebenfigur. In der Serie Frasier werden die Seahawks des Öfteren erwähnt, zum einen weil die Hauptfigur Martin Crane Seahawks-Fan ist, zum anderen, weil die Nebenfigur Bulldog Sportreporter ist und deshalb auch über die sportlichen Leistungen der Seahawks berichtet. Im Film Draft Day ist der fiktive General Manager der Seattle Seahawks Hauptverhandlungspartner des General Managers der Cleveland Browns.

### Radio- und Fernsehübertragungen
Wenn ein Spiel der Seattle Seahawks nicht im landesweiten Fernsehen übertragen wird, so wird es dennoch immer im regionalen Markt übertragen. Dieser umfasst die Bundesstaaten Washington, Idaho, Alaska und Oregon und ist mit 3,3 Millionen Haushalten der drittgrößte regionale Markt in der NFL. In Washington und Oregon übertragen die zum FOX Network gehörenden Regionalsender, in Idaho und Alaska die zum ABC Network gehörenden Sender und in Hawaii überträgt der zu NBC gehörende Sender KHNL - 6. Produziert wird die Übertragung seit 1997 vom Emmy-prämierten Seahawks Broadcasting. Seit der Saison 2012 bis zur Saison 2021 übertrug Q13 FOX alle nicht-landesweit ausgestrahlten Preseason-Spiele der Seahawks, welche später vom Schwestersender JOEtv wiederholt wurden. Von 2004 bis 2011 und seit 2022 ist King 5 der Fernsehpartner der Seahawks. Die Übertragungen werden seit 2009 von Curt Menefee kommentiert, welcher seit 2013 von Brock Huard unterstützt wird.
Die Spiele der Seahawks werden derzeit in fünf US-Staaten (Washington, Idaho, Montana, Alaska und Oregon) und im kanadischen British Columbia im Radio übertragen und von Steve Raible und Warren Moon kommentiert. In der ersten Saison der Seahawks wurden die Spiele von Pete Gross, Don Heinrich und Wayne Cody kommentiert. Bis 1981 kommentierten Gross und Heinrich zu zweit die Spiele, bevor Heinrich von Raible abgelöst wurde. Nach dem Tod von Gross im Jahr 1992 kommentierte bis 1997 Steve Thomas, 1998 bis 1999 Lee Hamilton und von 2000 bis 2003 Brian Davis mit Raible die Seahawks-Spiele.

## Namen und Zahlen
Der bislang erfolgreichste Passfänger der Seattle Seahawks ist Steve Largent, der erfolgreichste Runningback Shaun Alexander. Russell Wilson und Matt Hasselbeck halten Franchise-Rekorde in der Passabgabe. Mit 218 Spielen spielte der Defensive Tackle Joe Nash die bisher meisten Spiele für das Franchise aus Seattle. Die Seahawks drafteten im NFL Draft bisher 455 Spieler und weitere 39 im Expansion Draft. Mit 58 Spielen fanden die meisten Spiele der Seahawks gegen die Denver Broncos statt, am seltensten spielten sie mit nur 5 Spielen gegen die Houston Texans. Am erfolgreichsten war die Mannschaft aus Seattle gegen die Texans, gegen die sie 80 % ihrer Spiele gewannen, am wenigsten erfolgreich waren sie gegen das Washington Commanders, gegen die sie nur 35 % der Spiele gewinnen konnten.

## Saisonübersicht
| Saison   | Siege | Niederlagen | Unentschieden | Platzierung | Play-off-Ergebnis |
| -------- | ----- | ----------- | ------------- | ----------- | --- |
| 1976     | 2     | 12          | 0             | 5. NFC West | |
| 1977     | 5     | 9           | 0             | 4. AFC West | |
| 1978 A 1 | 9     | 7           | 0             | 3. AFC West | |
| 1979     | 9     | 7           | 0             | 3. AFC West | |
| 1980     | 4     | 12          | 0             | 5. AFC West | |
| 1981     | 6     | 10          | 0             | 5. AFC West | |
| 1982 A 2 | 4     | 5           | 0             | 10. AFC     | |
| 1983     | 9     | 7           | 0             | 2. AFC West | 31:7-Sieg gegen Denver Broncos Wildcard 27:20-Sieg gegen Miami Dolphins Divisional 14:30-Niederlage gegen Los Angeles Raiders AFC-Championship              |
| 1984     | 12    | 4           | 0             | 2. AFC West | 13:7-Sieg gegen Los Angeles Raiders Wildcard 31:10-Niederlage gegen Miami Dolphins Divisional                                                               |
| 1985     | 8     | 8           | 0             | 3. AFC West | |
| 1986     | 10    | 6           | 0             | 3. AFC West | |
| 1987 A 3 | 9     | 6           | 0             | 2. AFC West | 20:23-OT-Niederlage gegen Houston Oilers Wildcard |
| 1988     | 9     | 7           | 0             | 1. AFC West | 13:21-Niederlage gegen Cincinnati Bengals Divisional |
| 1989     | 7     | 9           | 0             | 4. AFC West | |
| 1990     | 9     | 7           | 0             | 3. AFC West | |
| 1991     | 7     | 9           | 0             | 4. AFC West | |
| 1992     | 2     | 14          | 0             | 5. AFC West | |
| 1993     | 6     | 10          | 0             | 5. AFC West | |
| 1994     | 6     | 10          | 0             | 5. AFC West | |
| 1995     | 8     | 8           | 0             | 3. AFC West | |
| 1996     | 7     | 9           | 0             | 5. AFC West | |
| 1997     | 8     | 8           | 0             | 3. AFC West | |
| 1998     | 8     | 8           | 0             | 3. AFC West | |
| 1999     | 9     | 7           | 0             | 1. AFC West | 17:20-Niederlage gegen Miami Dolphins Wildcard |
| 2000     | 6     | 10          | 0             | 4. AFC West | |
| 2001     | 9     | 7           | 0             | 2. AFC West | |
| 2002     | 7     | 9           | 0             | 3. NFC West | |
| 2003     | 10    | 6           | 0             | 2. NFC West | 27:33-OT-Niederlage gegen Green Bay Packers Wildcard |
| 2004     | 9     | 7           | 0             | 1. NFC West | 20:27-Niederlage gegen St. Louis Rams Wildcard |
| 2005     | 13    | 3           | 0             | 1. NFC West | 20:10-Sieg gegen Washington Redskins Divisional 34:14-Sieg gegen Carolina Panthers NFC-Championship 10:21-Niederlage gegen Pittsburgh Steelers Super Bowl   |
| 2006     | 9     | 7           | 0             | 1. NFC West | 21:20-Sieg gegen Dallas Cowboys Wildcard 24:27-OT-Niederlage gegen Chicago Bears Divisional                                                                 |
| 2007     | 10    | 6           | 0             | 1. NFC West | 35:14-Sieg gegen Washington Redskins Wildcard 20:42-Niederlage gegen Green Bay Packers Divisional                                                           |
| 2008     | 4     | 12          | 0             | 3. NFC West | |
| 2009     | 5     | 11          | 0             | 3. NFC West | |
| 2010     | 7     | 9           | 0             | 1. NFC West | 41:36-Sieg gegen New Orleans Saints Wildcard 24:35-Niederlage gegen Chicago Bears Divisional                                                                |
| 2011     | 7     | 9           | 0             | 3. NFC West | |
| 2012     | 11    | 5           | 0             | 2. NFC West | 24:14-Sieg gegen Washington Redskins Wildcard 28:30-Niederlage gegen Atlanta Falcons Divisional                                                             |
| 2013     | 13    | 3           | 0             | 1. NFC West | 23:15-Sieg gegen New Orleans Saints Divisional 23:17-Sieg gegen San Francisco 49ers NFC-Championship 43:8-Sieg gegen Denver Broncos Super Bowl              |
| 2014     | 12    | 4           | 0             | 1. NFC West | 31:17-Sieg gegen Carolina Panthers Divisional 28:22-OT-Sieg gegen Green Bay Packers NFC-Championship 24:28-Niederlage gegen New England Patriots Super Bowl |
| 2015     | 10    | 6           | 0             | 2. NFC West | 10:9-Sieg gegen Minnesota Vikings Wildcard 24:31-Niederlage gegen Carolina Panthers Divisional                                                              |
| 2016     | 10    | 5           | 1             | 1. NFC West | 26:6-Sieg gegen Detroit Lions Wildcard 20:36-Niederlage gegen Atlanta Falcons Divisional                                                                    |
| 2017     | 9     | 7           | 0             | 2. NFC West | |
| 2018     | 10    | 6           | 0             | 2. NFC West | 22:24-Niederlage gegen Dallas Cowboys Wildcard |
| 2019     | 11    | 5           | 0             | 2. NFC West | 17:9-Sieg gegen Philadelphia Eagles Wildcard 23:28-Niederlage gegen Green Bay Packers Divisional                                                            |
| 2020     | 12    | 4           | 0             | 1. NFC West | 20:30-Niederlage gegen Los Angeles Rams Wildcard |
| 2021 A 4 | 7     | 10          | 0             | 4. NFC West | |
| 2022     | 9     | 8           | 0             | 2. NFC West | 23:41-Niederlage gegen San Francisco 49ers Wildcard |
| 2023     | 9     | 8           | 0             | 3. NFC West | |
| 2024     | 10    | 7           | 0             | 2. NFC West | |
| Gesamt   | 402   | 373         | 1             |             | Wildcard: 8-7, Divisional: 4-9, Championship: 3-1, Super Bowl: 1-2                                                                                          |

Anmerkungen